# Lista de viagens presidenciais de Luiz Inácio Lula da Silva
Esta é uma lista das viagens presidenciais internacionais de Luiz Inácio Lula da Silva, o 35.º e 39.º Presidente do Brasil, que governou o país de 1.º de janeiro de 2003 até 1.º de janeiro de 2010, e assumiu novamente a presidência para um terceiro mandato em 1.º de janeiro de 2023.
Nesta lista constam viagens de caráter diplomático realizadas pelo presidente durante seus três mandatos, desde a posse presidencial em 2003 até ele deixar o cargo em 1.º de janeiro de 2011, e a partir de 1.º de janeiro de 2023.
Viagens presidenciais oficiais são um importante instrumento para o fortalecimento de relações entre países e para a promoção de negócios.

## Resumo
Luiz Inácio Lula da Silva foi o mandatário brasileiro que mais realizou viagens diplomáticas durante a presidência, sendo um dos chefes de Estado que mais viajou na história. Foram 139 viagens internacionais para 80 países, além de Antártida, Guiana Francesa e Palestina nos dois primeiros mandatos (2003-2010).

### Governo Lula (2023–presente)
Ainda antes do terceiro mandato iniciar (2023–2026), Lula fez a sua primeira viagem presidencial como presidente eleito, ou seja, antes da posse presidencial em 1.º de janeiro de 2023, participou da Conferência das Nações Unidas sobre as Mudança Climáticas – a COP27 3.

Mapa dos países com viagens internacionais feitas por Lula.
1 visita
2 visitas
3 visitas
4 visitas
5 ou mais visitas
Brasil

O número de visitas por país onde o presidente Lula viajou em seu terceiro mandato na presidência são:
Uma viagem: África do Sul, Alemanha, Angola, Arábia Saudita, Bélgica, Bolívia, Catar, Cabo Verde, Canadá, Cuba, Egito, Espanha, Etiópia, Guiana, Honduras, Índia, México, Mônaco, Portugal, Reino Unido, Rússia, São Vicente e Granadinas, São Tomé e Príncipe, Suíça e Vietnã
Duas viagens: Chile, China, Colômbia, Emirados Árabes Unidos, França, Itália, Japão, Paraguai e Vaticano
Três viagens: Argentina, Estados Unidos e Uruguai
Quatro viagens:
Nesta lista acima, não está inclusa a viagem presidencial ao Egito e Portugal realizada em 2022, ainda na condição de presidente eleito.

### Governo Lula (2003–2011)
Uma viagem:

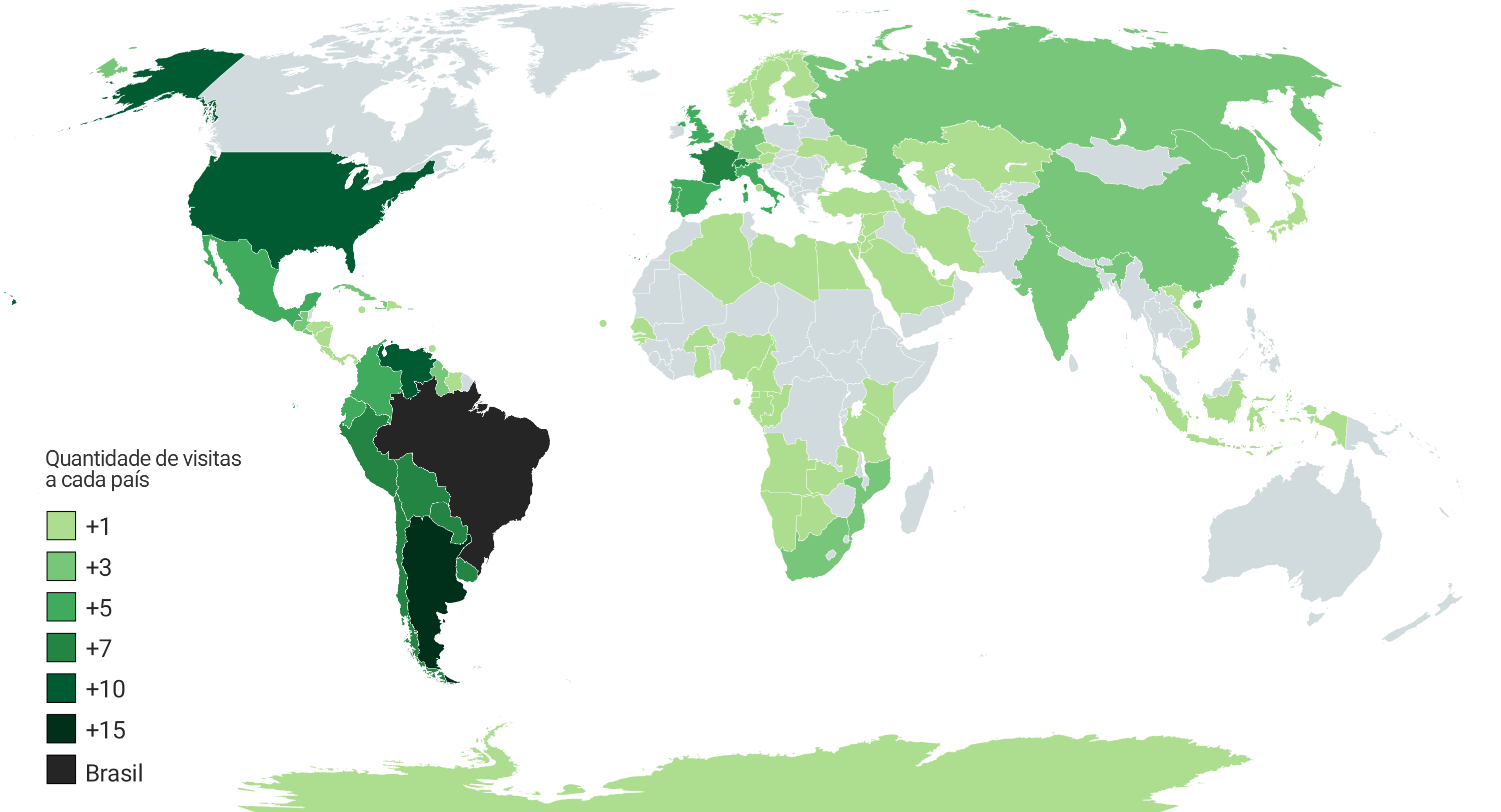
Mapa dos países visitados pelo presidente Lula Da Silva entre 2003 a 2011.

Antártida, Arábia Saudita, Argélia, Áustria, Botswana, Burkina Faso, Camarões, Cazaquistão, Congo, Costa Rica, Egito, Emirados Árabes Unidos, Finlândia, Gabão, Guiné-Bissau, Guiné Equatorial, Holanda, Honduras, Indonésia, Irã, Israel, Jamaica, Jordânia, Líbano, Namíbia, Nicarágua, Noruega, Palestina, Panamá, Quênia, República Dominicana, Senegal, Síria, Suriname, Tanzânia, Tchéquia, Timor-Leste, Trindade e Tobago, Turquia, Vietnã e Zâmbia
Duas viagens:
Angola, Bélgica, Cabo Verde, Catar, Coreia do Sul, Gana, Japão, Líbia, Nigéria, São Tomé e Príncipe, Suécia, Ucrânia e Vaticano
Três viagens:
Alemanha, China, Dinamarca, Guatemala, Guiana, Haiti, Índia e Moçambique
Quatro viagens:
África do Sul, Cuba, El Salvador e Rússia
Cinco viagens:
Equador e México
Seis viagens:
Colômbia, Espanha, Itália, Portugal e Reino Unido
Sete viagens:
França, Peru e Suíça
Oito viagens:
Bolívia, Chile e Paraguai
Nove viagens:
Uruguai
Doze viagens:
Estados Unidos
Treze viagens:
Venezuela
Dezoito viagens:
Argentina

### Observações
- Guiana Francesa — A viagem presidencial em fevereiro de 2008 está incluída oficialmente como uma viagem à França.

## 2003

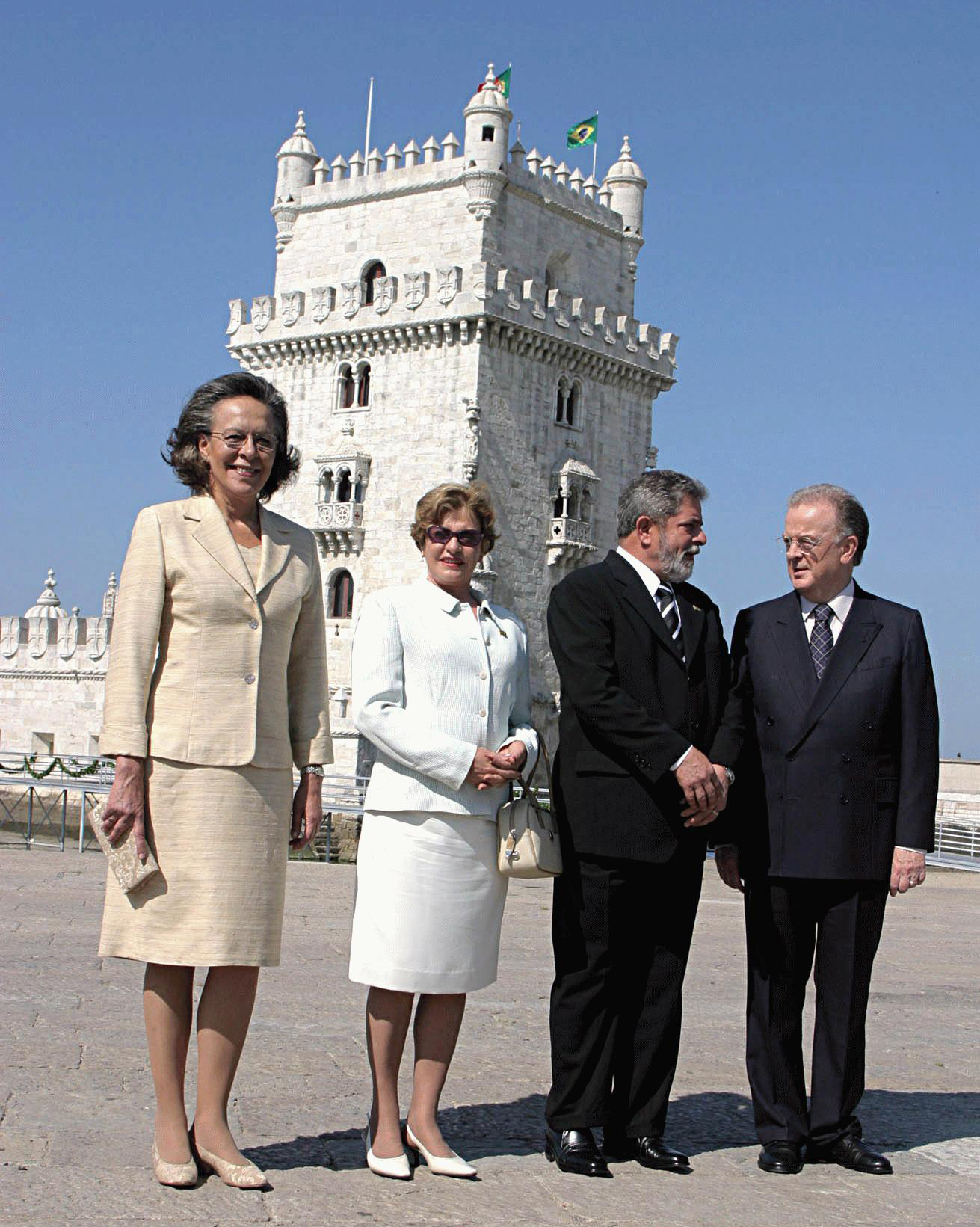
O Presidente Lula da Silva e o Presidente de Portugal, Jorge Sampaio, e as Primeiras-damas, durante Visita Oficial a Portugal.

|    | País                   | Cidade/Região            | Período                     | Notas |
| -- | ---------------------- | ------------------------ | --------------------------- | --- |
| 1  | Equador                | Quito                    | 15 e 16 de janeiro de 2003  | Primeira viagem como Presidente do Brasil. Participou da cerimônia de posse do presidente eleito Lucio Gutiérrez.             |
| 2  | Suíça                  | Davos                    | 24 e 25 de janeiro de 2003  | Participou do Fórum Econômico Mundial.                                                                                        |
| 2  | Alemanha               | Berlim                   | 26 e 27 de janeiro de 2003  | Visita de Estado. |
| 2  | França                 | Paris                    | 28 e 29 de janeiro de 2003  | Visita de Estado. |
| 3  | Peru                   | Cusco                    | 22 e 23 de maio de 2003     | Participou da reunião de cúpula de chefes de Estado e de Governo do Grupo do Rio.                                             |
| 3  | Argentina              | Buenos Aires             | 24 e 25 de maio de 2003     | Participou da cerimônia de posse do presidente eleito argentino, Néstor Kirchner.                                             |
| 4  | Suíça                  | Lausanne                 | 30 de maio de 2003          | Participação no "Diálogo ampliado às vésperas da cúpula do G8".                                                               |
| 4  | França                 | Évian-les-Bains          | 1 de junho de 2003          | Participou da cúpula do G8.                                                                                                   |
| 4  | Suíça                  | Genebra                  | 2 de junho de 2003          | Participou da sessão especial da Organização Internacional do Trabalho.                                                       |
| 5  | Colômbia               | Rionegro                 | 27 e 28 de junho de 2003    | Participação no Pacto Andino.                                                                                                 |
| 6  | Portugal               | Lisboa                   | 09 a 16 de julho de 2003    | Visita de Estado. |
| 6  | Reino Unido            | Londres                  | 09 a 16 de julho de 2003    | Participou da reunião de cúpula da "Governança Progressista".                                                                 |
| 6  | Espanha                | Madri                    | 09 a 16 de julho de 2003    | Visita de Estado. |
| 7  | Paraguai               | Assunção                 | 14 e 15 de agosto de 2003   | Participou da cerimônia de posse do presidente eleito Nicanor Duarte e da reunião de cúpula dos chefes de Estado do Mercosul. |
| 8  | Peru                   | Lima                     | 24 e 25 de agosto de 2003   | Visitas de Estado. |
| 8  | Venezuela              | Caracas e Ciudad Guayana | 26 e 27 de agosto de 2003   | Visitas de Estado. |
| 9  | Colômbia               | Cartagena das Índias     | 16 de setembro de 2003      | Participou da Sessão comemorativa do 40º aniversário da Organização Internacional do Café.                                    |
| 10 | Estados Unidos         | Nova Iorque              | 22 e 23 de setembro de 2003 | Participou da Assembleia Geral das Nações Unidas.                                                                             |
| 10 | México                 | Cidade do México         | 23 e 24 de setembro de 2003 | Visita de Estado. |
| 10 | Cuba                   | Havana                   | 25 e 26 de setembro de 2003 | Visita de Estado. Encontro com Fidel Castro.                                                                                  |
| 11 | Espanha                | Oviedo                   | 24 de outubro de 2003       | Participou da cerimônia de entrega do Prêmio Príncipe de Astúrias.                                                            |
| 12 | São Tomé e Príncipe    | São Tomé                 | 02 a 8 de novembro de 2003  | Visitas oficiais. |
| 12 | Angola                 | Luanda                   | 02 a 8 de novembro de 2003  | Visitas oficiais. |
| 12 | Moçambique             | Maputo                   | 02 a 8 de novembro de 2003  | Visitas oficiais. |
| 12 | Namíbia                | Windhoek                 | 02 a 8 de novembro de 2003  | Visita de Estado. |
| 12 | África do Sul          | Pretória                 | 02 a 8 de novembro de 2003  | Visita oficial. |
| 13 | Bolívia                | Santa Cruz de La Sierra  | 14 e 15 de novembro de 2003 | Participou da reunião de cúpula de chefes de Estado e de Governo da Organização dos Estados Ibero-Americanos.                 |
| 14 | Síria                  | Damasco                  | 03 e 4 de dezembro de 2003  | Visitas oficiais. |
| 14 | Líbano                 | Beirute                  | 04 e 5 de dezembro de 2003  | Visitas oficiais. |
| 14 | Emirados Árabes Unidos | Abu Dhabi                | 06 e 7 de dezembro de 2003  | Visitas oficiais. |
| 14 | Egito                  | Cairo                    | 08 e 9 de dezembro de 2003  | Visitas oficiais. |
| 14 | Líbia                  | Trípoli                  | 09 e 10 de dezembro de 2003 | Visitas oficiais. |
| 15 | Uruguai                | Montevidéu               | 15 e 16 de dezembro de 2003 | Participou da reunião de cúpula dos chefes de Estado do Mercosul.                                                             |

## 2004

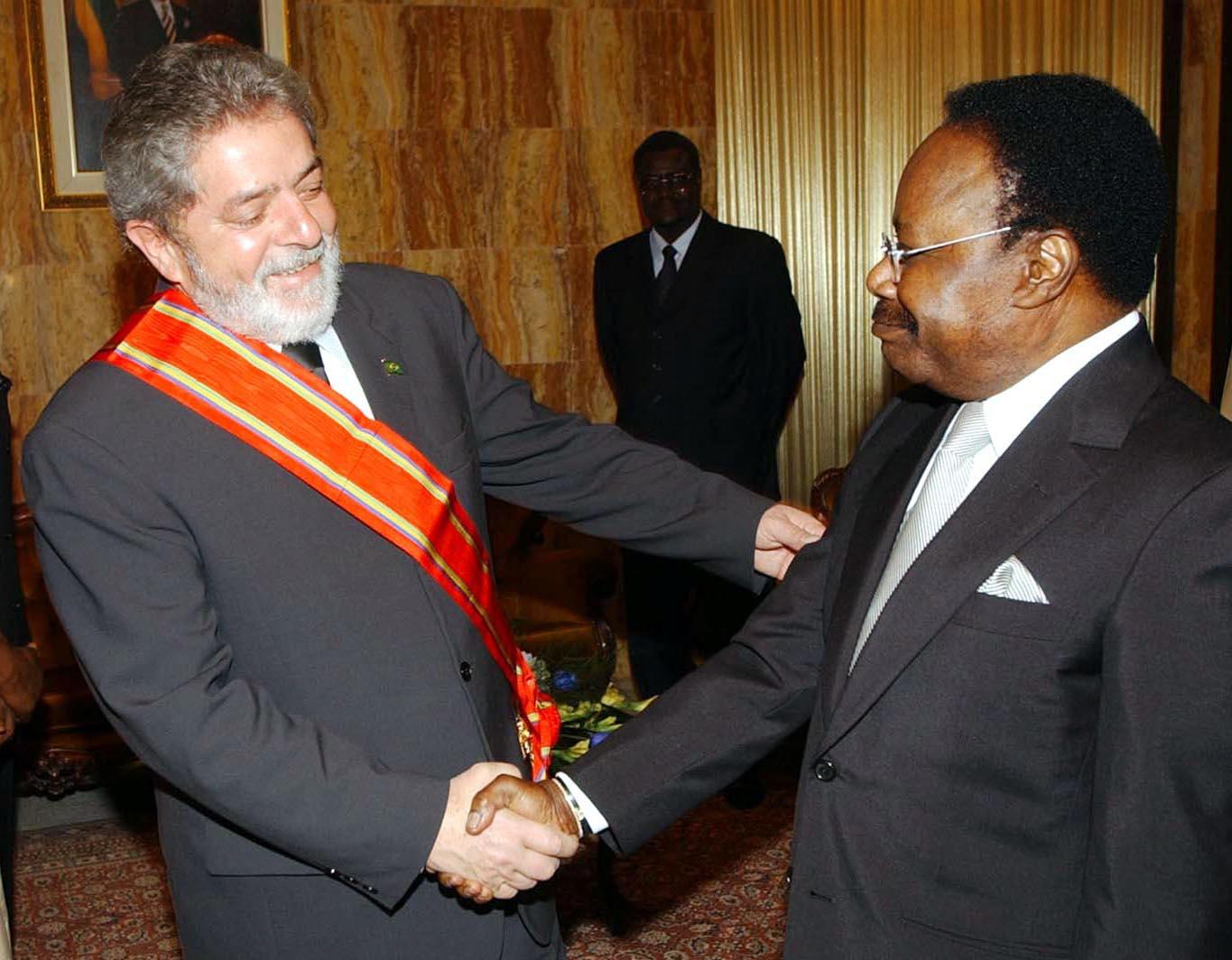
O Presidente Lula da Silva e o Presidente do Gabão, Omar Bongo em 2004.

|    | País                 | Cidade/Região             | Período                      | Notas |
| -- | -------------------- | ------------------------- | ---------------------------- | --- |
| 16 | México               | Monterrey                 | 12 e 13 de janeiro de 2004   | Participou da Cúpula Extraordinária das Américas. |
| 17 | Índia                | Nova Delhi, Agra e Mumbai | 25 a 28 de janeiro de 2004   | Visita de Estado. Homenagem a Mahatma Gandhi em seu memorial, encontro com o primeiro-ministro indiano, Atal Bihari Vajpayee e o presidente A. P. J. Abdul Kalam. Participou das comemorações do Dia da República. Encontrou-se com políticos da Índia e Sri Lanka. Inaugurou o Fórum Empresarial Brasil–Índia. |
| 17 | Suíça                | Genebra                   | 29 e 30 de janeiro de 2004   | Encontro com investidores e empresários. Encontro com os presidentes do Chile e da França. |
| 18 | Venezuela            | Caracas                   | 26 e 27 de fevereiro de 2004 | Participou de uma reunião conjunta com o presidente venezuelano, Hugo Chávez e o presidente da Argentina, Néstor Kirchner. Participou da reunião de cúpula do G15. Encontrou-se com o presente do Irã, Mohammad Khatami.                                                                                        |
| 19 | Ucrânia              | Kiev                      | 22 de maio de 2004           | Visita de Estado. Encontro com o presidente Leonid Kutchma. |
| 19 | China                | Pequim e Xangai           | 22 a 27 de maio de 2004      | Participação no seminário Brasil–China. Encontro com o presidente Hu Jintao. Reunião com políticos e empresários locais. Encontrou-se com o presidente da Tanzânia, Benjamin Mkapa. |
| 19 | México               | Guadalajara               | 27 e 28 de maio de 2004      | Participou da Reunião de chefes de Estado da América Latina e Caribe – União Européia. Encontrou-se com diversos chefes de Estado, entre eles, Aleksander Kwaśniewski, presidente da Polônia. |
| 20 | Estados Unidos       | Nova Iorque               | 22 a 24 de junho de 2004     | Visita de trabalho. Encontrou-se com empresários e políticos locais. |
| 21 | Argentina            | Puerto Iguazú             | 8 de julho de 2004           | Participou da reunião de cúpula presidencial do Mercosul. Encontro com o presidente argentino, Néstor Kirchner, com o presidente da Venezuela, Hugo Chávez e com demais chefes de Estado. |
| 22 | São Tomé e Príncipe  | São Tomé                  | 26 e 27 de julho de 2004     | Participou da reunião presidencial dos chefes de Estado da CPLP. |
| 22 | Gabão                | Libreville                | 27 e 28 de julho de 2004     | Visita de Estado. Encontro com o presidente Omar Bongo. |
| 22 | Cabo Verde           | Ilha do Sal               | 28 e 29 de julho de 2004     | Visita de Estado. Encontro com o presidente Pedro Pires, com o primeiro-ministro José Maria Neves e com a comunidade brasileira. Se reuniu com políticos locais, encerrando assim a viagem pelo continente africano.                                                                                            |
| 23 | Bolívia              | Fronteira com o Brasil    | 11 de agosto de 2004         | Participou da inauguração da ponte "Wilson Pinheiro" que liga os dois países. |
| 24 | Paraguai             | Assunção                  | 13 de agosto de 2004         | Participou da cerimônia de instalação do Tribunal Permanente de Revisão do Mercosul. |
| 25 | República Dominicana | Santo Domingo             | 15 a 18 de agosto de 2004    | Participou da cerimônia de posse do novo presidente do pais, Leonel Fernández. Reuniu-se com o presidente da Guatemala, Óscar Berger. |
| 25 | Haiti                | Porto Príncipe            | 18 de agosto de 2004         | Visita de Estado. Encontro com o primeiro-ministro Gerard Latortue e com o presidente Boniface Alexandre. Assistiu um jogo de futebol entre o Brasil e o Haiti. |
| 26 | Chile                | Santiago                  | 23 e 24 de agosto de 2004    | Visita de trabalho. Encontro com políticos e empresários locais e brasileiros. |
| 26 | Equador              | Quito                     | 24 e 25 de agosto de 2004    | Visita de Estado. Encontro com o presidente Lucio Gutiérrez. Recebeu homenagens e visitou o Centro histórico de Quito. |
| 27 | Estados Unidos       | Nova Iorque               | 20 e 21 de setembro de 2004  | Participou da Assembleia Geral das Nações Unidas. Encontros com o primeiro-ministro da Suécia, Göran Persson, com o presidente da França, Jacques Chirac e com demais chefes de Estado e políticos. Participou também da cúpula do G4.                                                                          |
| 28 | Peru                 | Cusco                     | 8 de dezembro de 2004        | Participou da reunião com presidentes da América do Sul. Encontro com o presidente peruano Alejandro Toledo. |

## 2005

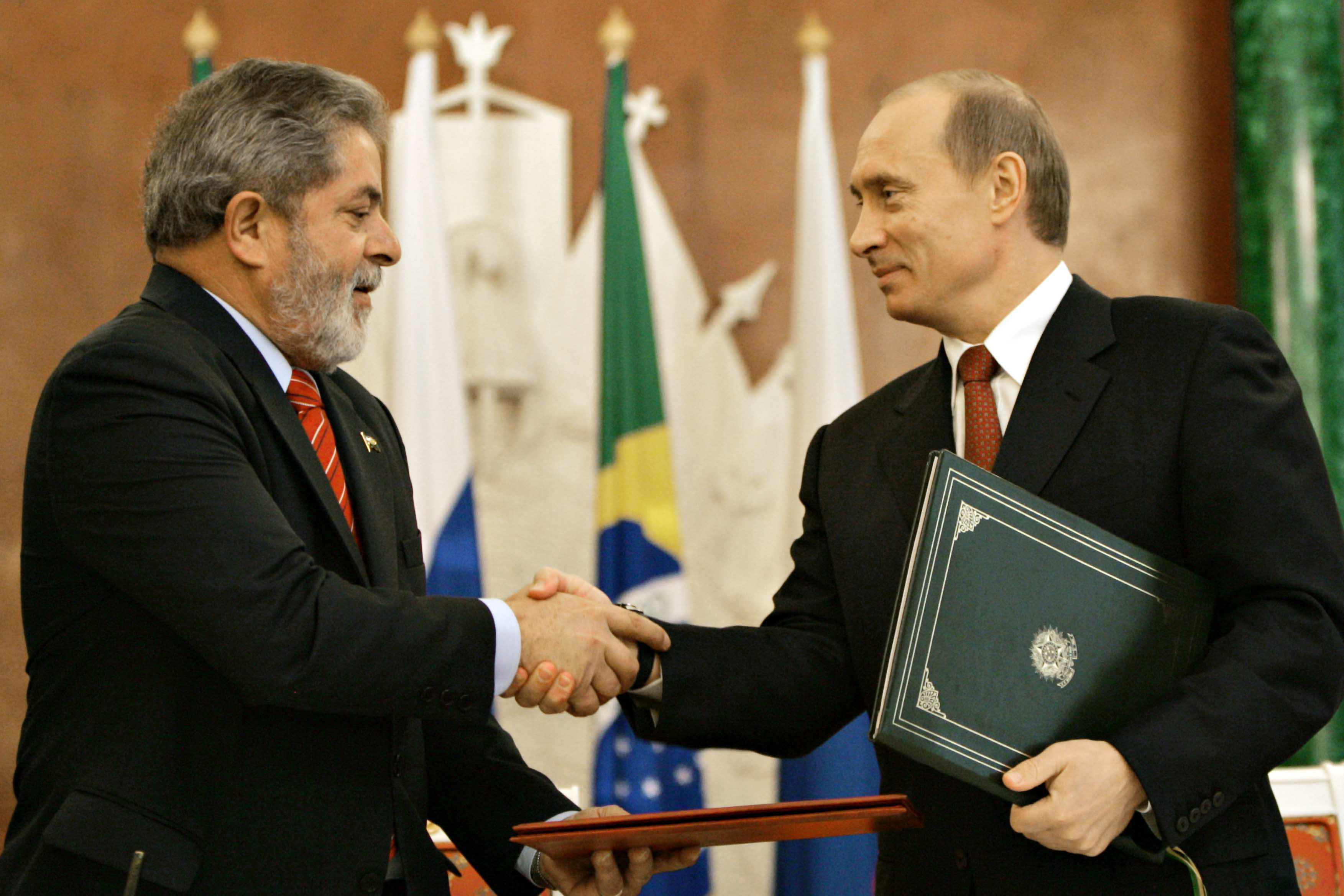
O Presidente Lula da Silva e o Presidente da Rússia, Vladimir Putin durante encontro em 2005.

|    | País           | Cidade/Região         | Período                      | Notas |
| -- | -------------- | --------------------- | ---------------------------- | --- |
| 29 | Colômbia       | Leticia               | 19 de janeiro de 2005        | Visita de trabalho. Encontro com o presidente Álvaro Uribe. |
| 30 | Venezuela      | Caracas               | 13 e 14 de fevereiro de 2005 | Visita de Estado. Encontro com o presidente Hugo Chávez. Reuniu-se com empresários brasileiros e venezuelanos. |
| 30 | Guiana         | Georgetown            | 15 de fevereiro de 2005      | Visita de Estado. Encontro com o presidente Bharrat Jagdeo. Encontrou-se com políticos locais. |
| 30 | Suriname       | Paramaribo            | 15 e 16 de fevereiro de 2005 | Visita de Estado. Encontro com o presidente Ronald Venetiaan. Participou da Conferência de Chefes de Estado da CARICOM. |
| 31 | Uruguai        | Montevidéu e Paysandú | 01 e 2 de março de 2005      | Participou da cerimônia de posse do novo presidente do país, Tabaré Vázquez. Reuniu-se com os presidentes do Chile, Alejandro Toledo, da Argentina, Néstor Kirchner e da Venezuela, Hugo Chávez.                                            |
| 32 | Venezuela      | Ciudad Guayana        | 29 de março de 2005          | Visita oficial. Encontro com o presidente Hugo Chávez. |
| 33 | Vaticano       | Praça de São Pedro    | 8 de abril de 2005           | Participou das exéquias do funeral do papa João Paulo II. |
| 33 | Itália         | Roma, Assis e Perugia | 8 a 10 de abril de 2005      | Encontros com os presidentes da Áustria, Heinz Fischer, e de Moçambique, Armando Guebuza. Encontrou-se também com políticos locais. |
| 33 | Camarões       | Yaoundé               | 10 e 11 de abril de 2005     | Visita oficial. Encontro e jantar com o presidente Paul Biya. |
| 33 | Nigéria        | Abuja                 | 11 e 12 de abril de 2005     | Visita de Estado. Encontro com o presidente Olusegun Obasanjo. Reunião com empresários e políticos locais. |
| 33 | Gana           | Accra                 | 12 e 13 de abril de 2005     | Visita de Estado. Encontro com o presidente John Kufuor. Encontro com políticos e empresários brasileiros e ganeses. |
| 33 | Guiné-Bissau   | Bissau                | 13 de abril de 2005          | Breve visita de Estado. Encontro com o presidente Henrique Rosa, com o primeiro-ministro do país, Carlos Gomes Júnior e com políticos locais.                                                                                               |
| 33 | Senegal        | Dacar                 | 13 e 14 de abril de 2005     | Visita de Estado. Reunião privada e jantar com o presidente Abdoulaye Wade. Fez homenagens aos soldados senegaleses mortos na Primeira e Segunda Guerra Mundial.                                                                            |
| 34 | Coreia do Sul  | Seul                  | 23 a 25 de maio de 2005      | Visita de Estado. Encontro com o presidente Roh Moo-Hyun. Participou do Seminário Brasil-Coreia e se encontrou com políticos e empresários. Visitou a Assembleia Nacional daquele país.                                                     |
| 34 | Japão          | Tóquio e Nagóia       | 26 a 28 de maio de 2005      | Visita de Estado. Encontro com o primeiro-ministro Junichiro Koizumi. Visita ao parlamento e encontro oficial com o imperador Akihito. Encontros com empresários japoneses e comunidade brasileira.                                         |
| 35 | Paraguai       | Assunção              | 19 e 20 de junho de 2005     | Participou da reunião de cúpula dos chefes de Estado do Mercosul. Encontro com o presidente paraguaio, Nicanor Duarte. |
| 36 | Reino Unido    | Glasgow               | 7 de julho de 2005           | Participou das reuniões do G8 e G4. |
| 37 | França         | Paris                 | 12 a 15 de julho de 2005     | Reuniu-se com empresários franceses. Participou das comemorações da Data Nacional Francesa. Encontros com o presidente Jacques Chirac e o primeiro-ministro Dominique de Villepin.                                                          |
| 38 | Peru           | Puerto Maldonado      | 8 de setembro de 2005        | Participou da cerimônia de início das obras da rodovia interoceânica. Encontro trilateral com o presidente peruano, Alan García e o presidente da Bolívia, Eduardo Rodríguez Veltzé.                                                        |
| 39 | Guatemala      | Cidade da Guatemala   | 12 e 13 de setembro de 2005  | Participou da Conferência Latino-Americana Contra a Fome no Marco das Metas do Milênio. Reuniu-se com presidente Óscar Berger. Encontro com políticos e empresários brasileiros e locais.                                                   |
| 39 | Estados Unidos | Nova Iorque           | 13 a 15 de setembro de 2005  | Embora não tenha feito o discurso de abertura da Assembleia Geral das Nações Unidas, participou da mesma. |
| 40 | Portugal       | Cidade do Porto       | 13 de outubro de 2005        | Participou da "Cúpula Luso-Brasileira". Encontro com o primeiro-ministro português, José Sócrates. Reuniu-se com representantes da comunidade brasileira.                                                                                   |
| 40 | Espanha        | Salamanca             | 14 e 15 de outubro de 2005   | Participou da conferência Ibero-americana. Encontros com o rei Juan Carlos I da Espanha e o presidente da Costa Rica, Abel Pacheco. |
| 40 | Itália         | Roma                  | 16 e 17 de outubro de 2005   | Visita de Estado. Encontro com representas da comunidade civil italiana. Encontro com o presidente Carlo Azeglio Ciampi. Se reuniu com empresários.                                                                                         |
| 40 | Rússia         | Moscou                | 18 de outubro de 2005        | Visita de Estado. Encontro com o presidente Vladimir Putin, e reunião com a comunidade brasileira. |
| 41 | Argentina      | Mar Del Plata         | 04 e 5 de novembro de 2005   | Participou da Cúpula das Américas. Encontro com diversos chefes de Estado, entre eles o presidente argentino Néstor Kirchner e o presidente do México, Vicente Fox.                                                                         |
| 42 | Argentina      | Puerto Iguazú         | 30 de novembro de 2005       | Visita oficial. Encontrou-se com o presidente Néstor Kirchner. |
| 43 | Uruguai        | Montevidéu            | 08 e 9 de dezembro de 2005   | Participou da reunião de cúpula dos chefes de Estado do Mercosul. Encontro com o presidente Tabaré Vázquez. Participou de uma reunião trilateral com os presidentes da Argentina, Néstor Kirchner e o presidente da Venezuela, Hugo Chávez. |
| 44 | Colômbia       | Bogotá                | 14 de dezembro de 2005       | Visita de Estado. Encontro com o presidente Álvaro Uribe. Visita a Suprema Corte e ao Congresso Nacional da Colômbia. |

## 2006

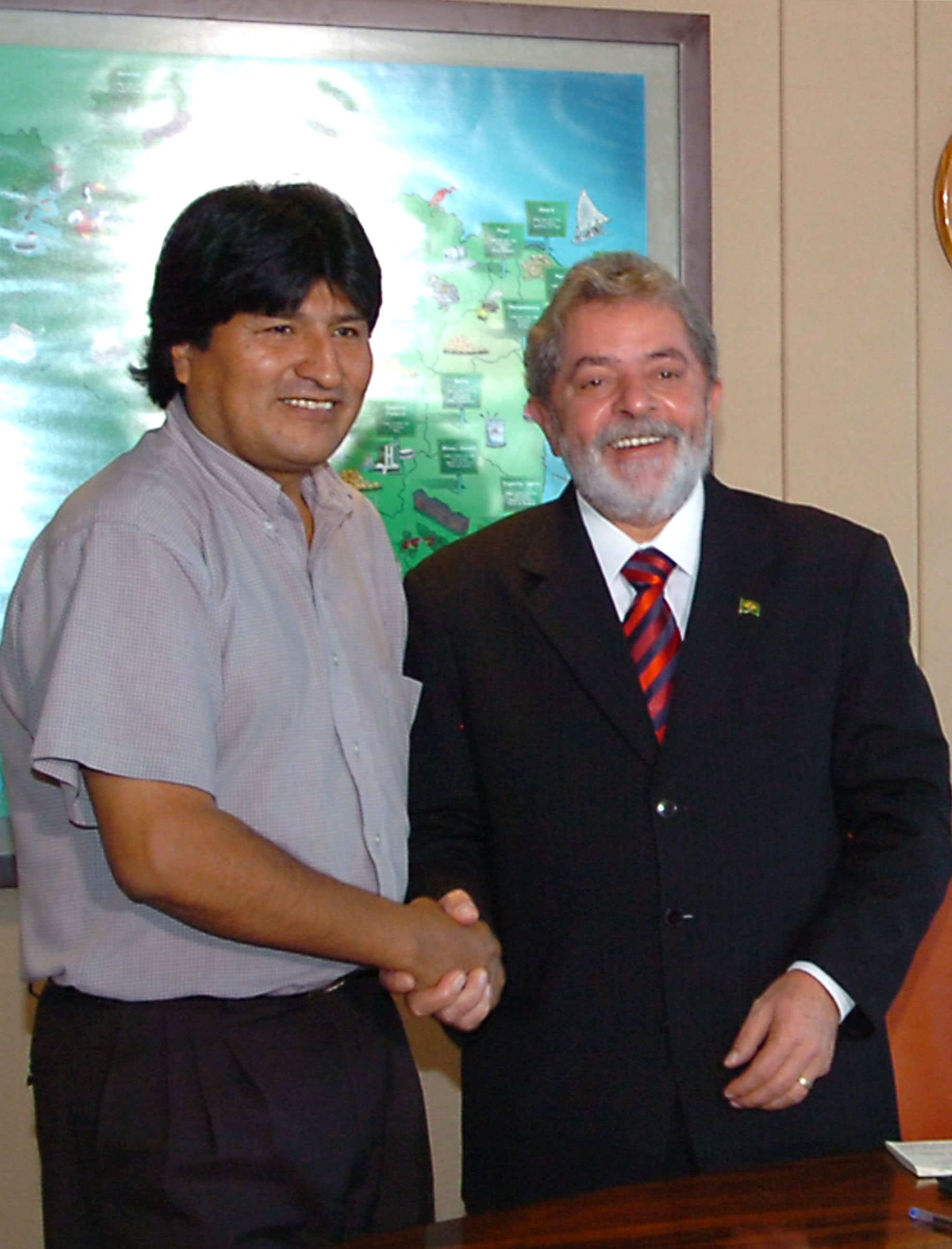
O Presidente Lula da Silva e o Presidente da Bolívia, Evo Morales durante encontro em 2006.

|    | País           | Cidade/Região             | Período                      | Notas |
| -- | -------------- | ------------------------- | ---------------------------- | --- |
| 45 | Bolívia        | La Paz                    | 22 de janeiro de 2006        | Participou da cerimônia de posse do novo presidente do país, Evo Morales. |
| 46 | Argélia        | Argel                     | 08 e 9 de fevereiro de 2006  | Visita de Estado. Encontro com o chefe de Governo, Ahmed Ouyahia. Encontrou-se também com o presidente do Conselho da Nação, e o presidente da Assembleia Nacional Popular. Encontro com o presidente do Benim, Mathieu Kérékou.                    |
| 46 | Botswana       | Gaborone                  | 11 de fevereiro de 2006      | Visita de Estado. Encontro com o presidente Festus Mogae e com políticos locais. |
| 46 | África do Sul  | Johanesburgo              | 11 e 12 de fevereiro de 2006 | Participou da cúpula da Governança Progressista. Encontro com o premiê do Reino Unido, Tony Blair. |
| 47 | Reino Unido    | Londres                   | 07 a 9 de março de 2006      | Visita de Estado. Encontro com a rainha Elizabeth II. Participou do Fórum Empresarial Brasil–Reino Unido. Encontrou-se com políticos e empresários locais.                                                                                          |
| 48 | Chile          | Valparaíso e Viña del Mar | 11 de março de 2006          | Participou da cerimônia de posse da presidente eleita, Michele Bachelet. Encontro com a primeira-ministra da Nova Zelândia, Helen Clark, e com o primeiro-ministro do Marrocos, Driss Jettou.                                                       |
| 49 | Argentina      | Puerto Iguazú             | 4 de maio de 2006            | Encontro conjunto com o presidente Néstor Kirchner, o presidente da Bolívia, Evo Morales e o presidente da Venezuela, Hugo Chávez. |
| 50 | Áustria        | Viena                     | 12 a 14 de julho de 2006     | Participou da cúpula América Latina e Caribe–União Européia. Encontros com a chanceler alemã, Angela Merkel, com o primeiro-ministro britânico, Tony Blair e com demais chefes de Estado e de Governo.                                              |
| 51 | Venezuela      | Caracas                   | 4 de julho                   | Visita oficial. Participou da cerimônia de declaração do protocolo de adesão da Venezuela ao Mercosul. |
| 52 | Rússia         | São Petesburgo            | 16 e 17 de julho de 2006     | Participou da cúpula do G8. Encontros bilaterais com o presidente americano, George W. Bush, com o presidente da África do Sul, Thabo Mbeki, com o presidente do México, Vicente Fox e com demais chefes de Estado.                                 |
| 53 | Argentina      | Córdoba                   | 20 e 21 de julho de 2006     | Participou da Cúpula Presidencial dos Chefes de Estado do Mercosul. Encontro com o presidente Néstor Kirchner, com o presidente do Paraguai, Nicanor Duarte, com o presidente boliviano, Evo Morales e com a presidente do Chile, Michele Bachelet. |
| 54 | Peru           | Lima                      | 27 e 28 de julho de 2006     | Participou da cerimônia de posse do presidente eleito, Alan García. Encontro com o presidente de Honduras, Manuel Zelaya. |
| 55 | Estados Unidos | Nova Iorque               | 19 de setembro de 2006       | Participou da Assembleia Geral das Nações Unidas. |
| 56 | Venezuela      | Ciudad Guayana            | 13 de novembro de 2006       | Participou da inauguração da ponte sobre o rio Orinoco. Encontro com o presidente Hugo Chávez e com políticos locais. |
| 57 | Nigéria        | Abuja                     | 29 e 30 de novembro de 2006  | Participou da Cúpula África–América do Sul. Encontro com diversos chefes de Estado, entre eles o presidente da Líbia, Muammar al-Gaddafi e o presidente do Togo, Faure Gnassingbé.                                                                  |
| 58 | Bolívia        | Cochabamba                | 08 e 9 de dezembro de 2006   | Participou da Reunião de Chefes de Estado e de Governo dos países da Comunidade Sul-Americana de Nações. Encontro com o presidente Evo Morales e a presidente do Chile, Michele Bachelet.                                                           |

## 2007

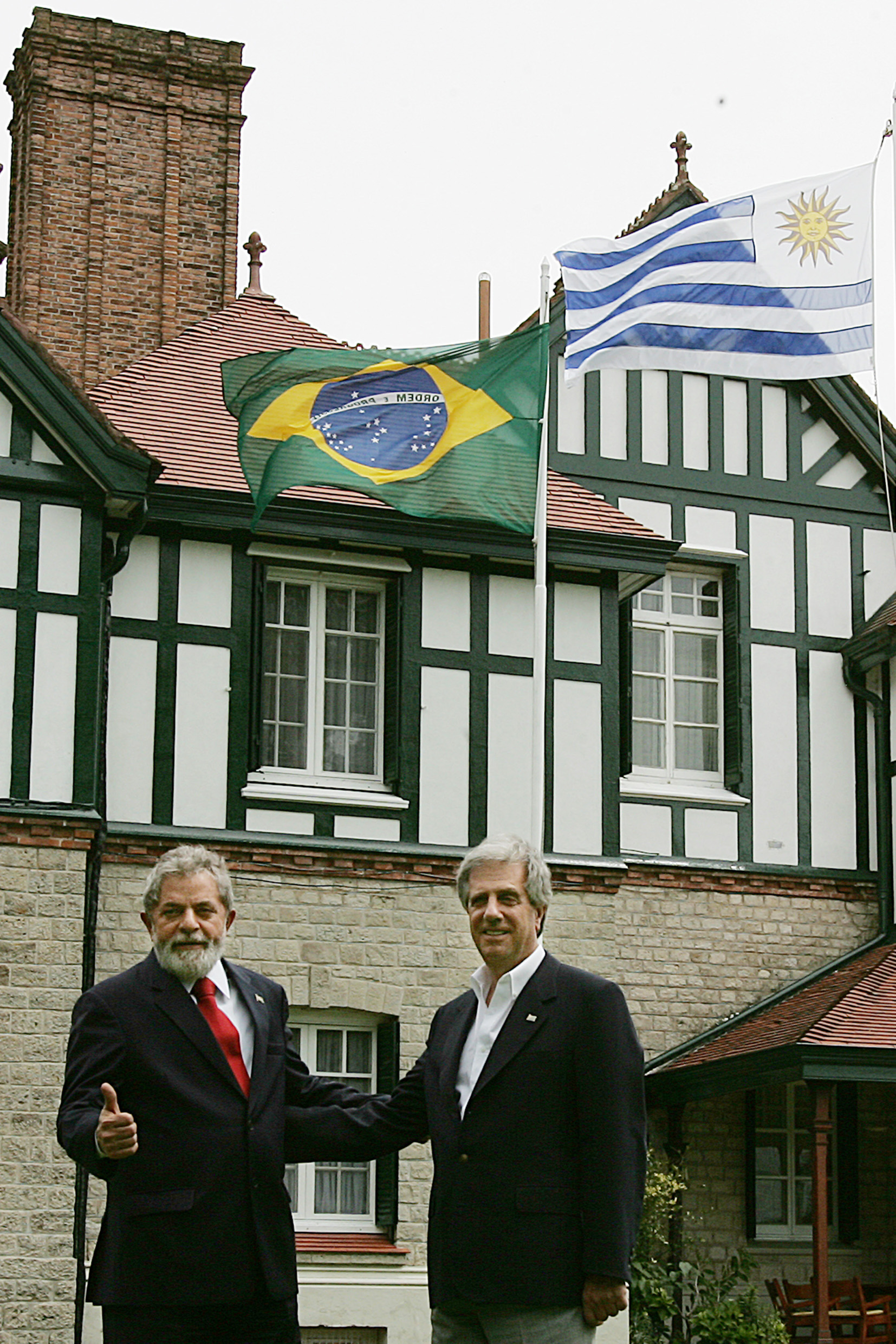
O Presidente Lula da Silva e o Presidente do Uruguai, Tabaré Vázquez

As viagens abaixo foram feitas em seu segundo mandato.
|    | País           | Cidade/Região                 | Período                     | Notas |
| -- | -------------- | ----------------------------- | --------------------------- | --- |
| 59 | Equador        | Quito                         | 15 de janeiro de 2007       | Participou da cerimônia de posse do presidente eleito, Rafael Correa. |
| 60 | Suíça          | Davos                         | 24 a 26 de janeiro de 2007  | Participou do Fórum Econômico Mundial. Encontrou-se com o presidente do México, Felipe Calderón e o primeiro-ministro do Reino Unido, Tony Blair. |
| 61 | Uruguai        | Montevidéu                    | 26 de fevereiro de 2007     | Visita de Estado. Encontro com o presidente Tabaré Vázquez. |
| 62 | Guiana         | Georgetown                    | 02 e 3 de março de 2007     | Participou da sessão plenária da XIX Reunião do Grupo do Rio. Encontro com o presidente Bharrat Jagdeo. |
| 63 | Estados Unidos | Washington D.C.               | 30 e 31 de março de 2007    | Visita de Estado. Encontro com o presidente George W. Bush. |
| 64 | Venezuela      | Barcelona e Ilha de Margarita | 16 e 17 de abril de 2007    | Encontro com os presidentes da América do Sul. Jantar com o presidente Hugo Chávez. |
| 65 | Chile          | Santiago                      | 25 e 26 de abril de 2007    | Visita de Estado. Encontro com a presidente Michele Bachelet. Participou do encerramento do Fórum Econômico Mundial sobre a América Latina. Visita à Escola República del Brasil. |
| 65 | Argentina      | Buenos Aires                  | 27 de abril de 2007         | Visita de trabalho. Encontro com o presidente Néstor Kirchner. |
| 66 | Paraguai       | Assunção                      | 20 e 21 de maio de 2007     | Visita de trabalho. Encontro com o presidente Nicanor Duarte e reunião com empresários brasileiros. |
| 67 | Reino Unido    | Londres                       | 01 e 2 de junho             | Assistiu um jogo de futebol entre Brasil e Inglaterra. Entrevista com jornalistas indianos. |
| 67 | Índia          | Nova Delhi                    | 03 a 5 de junho de 2007     | Fez homenagens no memorial de Mahatma Gandhi. Encontro com o primeiro-ministro Manmohan Singh e o presidente A. P. J. Abdul Kalam. Reuniões com políticos e empresários locais. Encontro com o embaixador do Brasil na Índia. |
| 67 | Alemanha       | Berlim e Heiligendamm         | 05 a 8 de junho de 2007     | Encontro com empresários e políticos locais. Encontros com o presidente da Nigéria, Umaru Yar'Adua, com o secretário-geral das Organização das Nações Unidas, Ban Ki-Moon, com o presidente da Argélia, Abdelaziz Bouteflika e com o presidente do México, Felipe Calderón. Participou da reunião dos países em desenvolvimento e do G8. Encontrou-se com demais chefes de Governo e de Estado e com a chanceler alemã, Angela Merkel. |
| 68 | Paraguai       | Assunção                      | 28 e 29 de junho de 2007    | Participou da reunião de cúpula dos presidentes do Mercosul. Encontro com o presidente anfitrião, Nicanor Duarte, e com a presidente do Chile, Michelle Bachelet. |
| 69 | Portugal       | Lisboa                        | 4 de julho de 2007          | Participou da Cimeira União Européia–Brasil. Encontro com o presidente Aníbal Cavaco Silva. |
| 69 | Bélgica        | Bruxelas                      | 5 de julho de 2007          | Reunião com políticos da União Européia. |
| 70 | México         | Cidade do México              | 05 a 7 de agosto de 2007    | Visita de Estado. Encontro com o presidente Felipe Calderón. Encontro com empresários. Recebeu homenagens junto a primeira-dama Marisa Letícia. |
| 70 | Honduras       | Tegucigalpa                   | 7 de agosto de 2007         | Visita de Estado. Encontro com o presidente Manuel Zelaya. Encontro com a comunidade brasileira em Honduras. |
| 70 | Nicarágua      | Manágua                       | 07 e 8 de agosto de 2007    | Visita de Estado. Encontro com o presidente Daniel Ortega. |
| 70 | Jamaica        | Kingston                      | 9 de agosto de 2007         | Visita de Estado. Encontros com o governador-geral do país, Kenneth O. Hall e com a primeira-ministra Portia Simpson-Miller. Participou da inauguração de uma usina de etanol. |
| 70 | Panamá         | Cidade do Panamá              | 09 e 10 de agosto de 2007   | Visita de Estado. Encontro com o presidente Martín Torrijos. |
| 71 | Finlândia      | Helsinque                     | 09 e 10 de setembro de 2007 | Visita de Estado. Encontros com a presidente Tarja Halonen e o primeiro-ministro Matti Vanhanen. |
| 71 | Suécia         | Estocolmo                     | 11 e 12 de setembro de 2007 | Visita de Estado. Encontro com o rei Carlos XVI Gustavo. Participou também de reuniões com políticos locais. |
| 71 | Dinamarca      | Copenhague                    | 12 e 13 de setembro de 2007 | Visita de Estado. Encontro com a rainha Margarida II da Dinamarca. Participou de reuniões com empresários e investidores brasileiros e locais. Encontrou-se com a comunidade brasileira na Dinamarca. |
| 71 | Noruega        | Oslo                          | 13 e 14 de setembro de 2007 | Visita de Estado. Encontros com o rei Haroldo V, com o primeiro-ministro Jens Stoltenberg, e com políticos e empresários. |
| 71 | Espanha        | Madri                         | 15 a 17 de setembro de 2007 | Visita de Estado. Encontros com o presidente do Governo da Espanha, José Luis Zapatero, com o rei Juan Carlos I, com investidores e empresários espanhóis. |
| 72 | Estados Unidos | Nova Iorque                   | 24 e 25 de setembro de 2007 | Participou da Assembleia Geral das Nações Unidas. Encontro com diversos chefes de Estado e de Governo, entre eles os presidentes da França, Nicolas Sarkozy e do Timor-Leste, José Ramos-Horta. |
| 73 | Burkina Faso   | Ouagadougou                   | 15 de outubro de 2007       | Visita de Estado. Encontro com o presidente Blaise Compaoré. |
| 73 | Congo          | Brazzaville                   | 15 de outubro de 2007       | Visita de Estado. Encontro com o presidente Denis Sassou Nguesso. |
| 73 | África do Sul  | Johanesburgo                  | 17 de outubro de 2007       | Participou da cúpula de chefes de Estado e de Governo do IBAS. Encontros com o primeiro-ministro da Índia, Manmohan Singh e com o presidente sul-africano, Thabo Mbeki. |
| 73 | Angola         | Luanda                        | 17 e 18 de outubro de 2007  | Visita de Estado. Encontro com o presidente José Eduardo dos Santos. |
| 74 | Suíça          | Zurique                       | 30 de outubro de 2007       | Encontro com a ministra do Conselho Federal Suíço, Micheline Calmy-Rey. Participou de reuniões de assuntos esportivos da FIFA. |
| 75 | Chile          | Santiago                      | 08 a 10 de novembro de 2007 | Participou da cúpula de chefes de Estado e de Governo da Organização dos Estados Ibero-Americanos. Encontro com a presidente chilena, Michelle Bachelet e demais chefes de Estado e Governo. Encontrou-se também com políticos. |
| 76 | Argentina      | Buenos Aires                  | 09 e 10 de dezembro de 2007 | Participou da cerimônia de posse da presidente eleita da Argentina, Cristina Kirchner. Encontro com o presidente da Guatemala, Álvaro Colom e demais chefes de Estado. |
| 77 | Venezuela      | Caracas                       | 13 de dezembro de 2007      | Encontrou-se com o presidente Hugo Chávez e com empresários brasileiros e locais. |
| 78 | Bolívia        | La Paz                        | 16 e 17 de dezembro de 2007 | Visita de Estado. Encontro com o presidente Evo Morales e com a presidente do Chile, Michele Bachelet. |
| 78 | Uruguai        | Montevidéu                    | 17 e 18 de dezembro de 2007 | Participou da reunião de cúpula dos chefes de Estado do Mercosul. Encontro com o presidente uruguaio, Tabaré Vázquez. |

## 2008

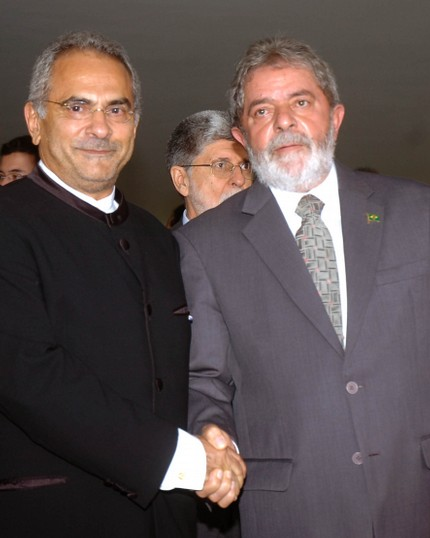
O Presidente Lula da Silva e o Presidente de Timor-Leste, José Ramos-Horta.

|     | País            | Cidade/Região         | Período                          | Notas |
| --- | --------------- | --------------------- | -------------------------------- | --- |
| 79  | Guatemala       | Cidade da Guatemala   | 14 de janeiro de 2008            | Participou da cerimônia de posse do novo presidente do país, Álvaro Colom. |
| 79  | Cuba            | Havana                | 14 e 15 de janeiro de 2008       | Visita de trabalho. Jantar com o primeiro vice-presidente Raúl Castro. |
| 80  | Guiana Francesa | São Jorge do Oiapoque | 12 de fevereiro de 2008          | Visita oficial. Encontro com o presidente francês, Nicolas Sarkozy e com lideranças locais. |
| 81  | Chile           | Punta Arenas          | 15 a 17 de fevereiro de 2008     | Jantou com militares brasileiros e visitou um navio. Aguardo para o embarque para a Estação Antártica. |
| 81  | Antártida       | Ilha do Rei George    | 17 de fevereiro de 2008          | Visita a Estação Antártica Comandante Ferraz. Encontro com militares e pesquisadores. Participou da cerimônia de comemoração do 25º aniversário da primeira expedição brasileira à Antártida.                                                             |
| 82  | Argentina       | Buenos Aires          | 22 e 23 de fevereiro de 2008     | Visita de trabalho. Encontro com a presidente Cristina Kirchner. Visita a Suprema Corte e ao Congresso da Nação. Participou de uma reunião trilateral com a presidente argentina e o presidente da Bolívia, Evo Morales.                                  |
| 83  | Países Baixos   | Haia e Amsterdã       | 09 a 11 de abril de 2008         | Visita de Estado. Encontro com o primeiro-ministro Jan Peter Balkenende e a rainha Beatriz da Holanda. Reuniu-se com empresários. |
| 83  | Tchéquia        | Praga                 | 12 de abril de 2008              | Visita de Estado. Encontro com o presidente Václav Klaus. Visitou locais religiosos. |
| 84  | Gana            | Accra                 | 19 a 21 de abril de 2008         | Participou da Reunião da Conferência das Nações Unidas sobre Comércio e Desenvolvimento. Encontros com o presidente de Gana,John Kufuor, com a presidente da Finlândia, Tarja Halonen e com o secretário geral da ONU, Ban Ki-Moon.                       |
| 85  | Peru            | Lima                  | 16 e 17 de maio de 2008          | Participou da cúpula da América Latina e Caribe–União Européia. Encontro com o presidente Alan García e com outros diversos chefes de Estado, entre eles o presidente da Bulgária, Georgi Parvanov. Participou do Fórum Empresarial Brasil–Peru.          |
| 86  | Haiti           | Porto Príncipe        | 28 de maio de 2008               | Visita de Estado. Encontro com o presidente René Préval |
| 86  | El Salvador     | San Salvador          | 29 de maio                       | Visita de trabalho. Encontro com o presidente Antonio Saca. Encontrou-se também com representantes da comunidade brasileira no país. |
| 87  | Itália          | Roma                  | 31 de maio a 3 de junho de 2008  | Participou da Conferência de Alto Nível sobre Segurança Alimentar. Encontros com a presidente da Argentina, Cristina Kirchner e o secretário-geral da ONU, Ban Ki-Moon.                                                                                   |
| 88  | Venezuela       | Caracas               | 27 de junho de 2008              | Visita de Estado. Encontro com o presidente Hugo Chávez. |
| 89  | Argentina       | San Miguel de Tucumán | 30 de junho e 1 de julho de 2008 | Participou da Cúpula de chefes de Estado do Mercosul. Encontro com a presidente Cristina Kirchner. |
| 90  | Japão           | Sapporo               | 7 a 9 de julho de 2008           | Participou da cúpula do G5. Reunião com os presidentes integrantes do G8. Encontrou-se bilateralmente com o presidente americano, George W. Bush, com o presidente da China, Hum Jintao e com demais chefes de Estado. Participou de uma reunião do BRIC. |
| 90  | Vietnã          | Hanói                 | 10 de julho de 2008              | Visita de Estado. Encontro com o presidente Nguyễn Minh Triết. Participou do seminário empresarial Brasil–Vietnã e reuniu-se com políticos locais. |
| 90  | Timor-Leste     | Dili                  | 11 de julho de 2008              | Visita de Estado. Encontro com o presidente José Ramos-Horta e com políticos locais. |
| 90  | Indonésia       | Jacarta               | 12 de julho de 2008              | Visita de Estado. Encontro com o presidente Susilo Bambang Yudhoyono. Encontro com empresários e políticos locais. |
| 91  | Bolívia         | Riberalta             | 18 de julho de 2008              | Visita de trabalho. |
| 92  | Colômbia        | Bogotá e Leticia      | 19 e 20 de julho de 2008         | Reuniu-se com os presidentes da Colômbia, Álvaro Uribe e do Peru, Alan García. |
| 93  | Portugal        | Lisboa                | 24 a 26 de julho de 2008         | Participou da Cimeira da Comunidade dos Países de Língua Portuguesa. Encontro com o primeiro-ministro português, José Sócrates. Encontrou também com investidores brasileiros no país.                                                                    |
| 94  | Argentina       | Buenos Aires          | 03 e 4 de agosto de 2008         | Visita oficial. Encontros com a presidente Cristina Kirchner e com empresários brasileiros e argentinos. |
| 95  | China           | Pequim                | 06 a 9 de agosto de 2008         | Visita de Estado. Encontro com o presidente Hu Jintao. Reuniu-se com políticos locais. |
| 96  | Paraguai        | Assunção              | 15 de agosto de 2008             | Participou da cerimônia de posse do presidente eleito do país, Fernando Lugo. |
| 97  | Chile           | Santiago              | 15 de setembro de 2008           | Participou da reunião de cúpula da UNASUL. |
| 98  | Estados Unidos  | Nova Iorque           | 22 a 23 de setembro de 2008      | Participou da Assembleia Geral das Nações Unidas. Encontros com empresários americanos e com os chefes de Estado e de Governo da CPLP. Reuniu-se com diversos chefes de Estado, entre eles o presidente do Líbano, Michel Suleiman.                       |
| 99  | Espanha         | Madri e Toledo        | 13 de outubro de 2008            | Visita de Estado. Encontro com o rei Juan Carlos I e o presidente José Luiz Zapatero. Encontrou-se com políticos locais. |
| 99  | Índia           | Nova Delhi            | 14 e 15 de outubro de 2008       | Participou da cúpula do IBAS. |
| 99  | Moçambique      | Maputo                | 16 e 17 de outubro de 2008       | Visita de Estado. Encontro com o presidente Armando Guebuza. Visitou o ex-presidente sul-africano, Nelson Mandela além de reuniões com empresários. |
| 100 | El Salvador     | San Salvador          | 30 de outubro de 2008            | Participou da cúpula da Conferência Ibero-americana. Encontro bilateral com o presidente da Bolívia, Evo Morales. |
| 100 | Cuba            | Havana                | 31 de outubro de 2008            | Visita de trabalho. Encontro com empresários cubanos e brasileiros. |
| 101 | Itália          | Roma                  | 09 a 12 de novembro de 2008      | Visita de Estado. Encontros com o presidente Giorgio Napolitano e o premiê italiano, Silvio Berlusconi. Participou se reuniões com empresários, investidores e políticos locais.                                                                          |
| 101 | Vaticano        | Cidade do Vaticano    | 13 de novembro de 2008           | Reuniu-se com sua santidade, o papa Bento XVI. |
| 101 | Estados Unidos  | Washington D.C.       | 13 a 15 de novembro de 2008      | Participou da cúpula sobre Mercado Financeiro e Economia Mundial. Encontros com o presidente americano, George W. Bush, com presidente da China, Hu Jintao, com o primeiro-ministro da Austrália, Kevin Rudd, entre outros.                               |

## 2009

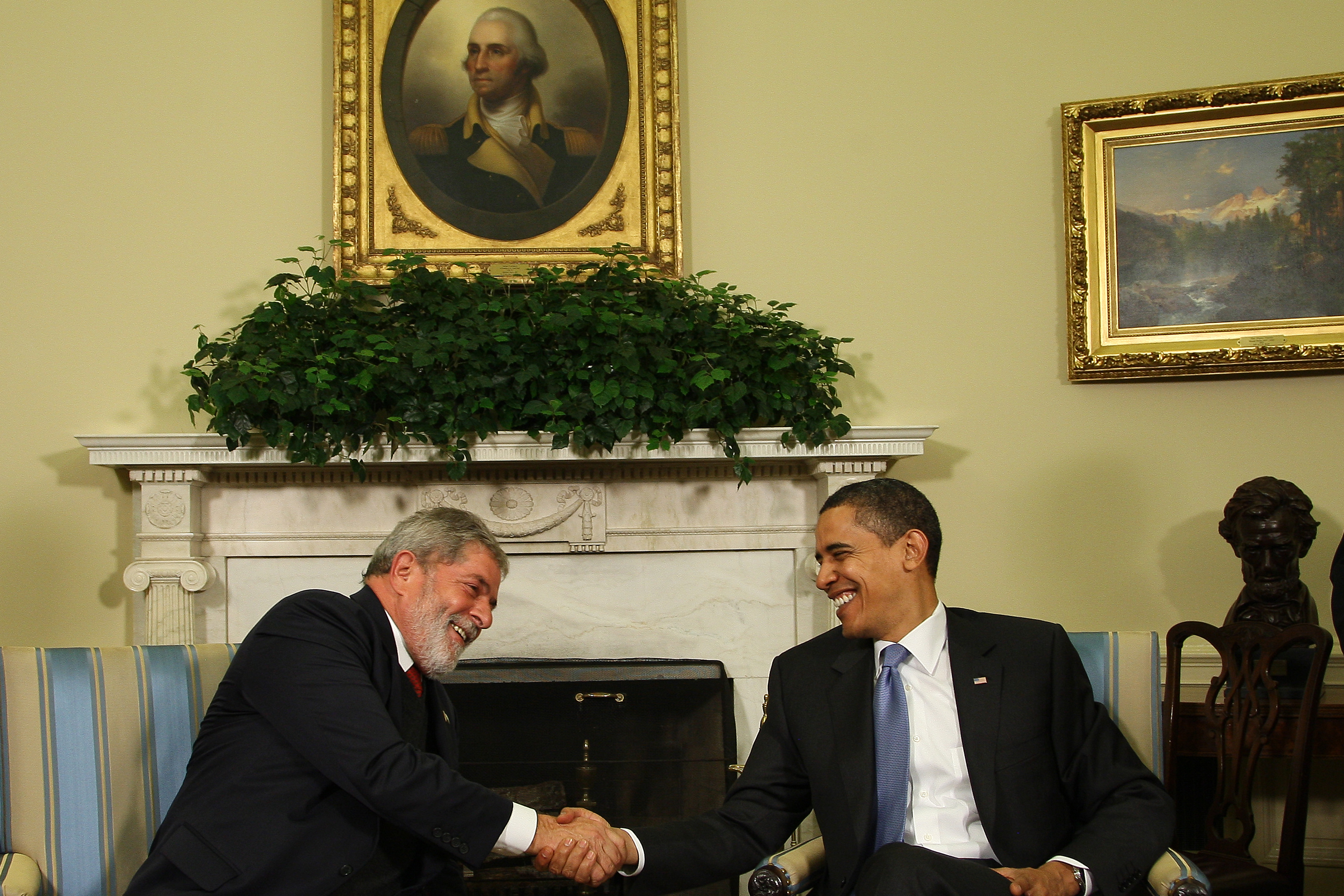
Lula da Silva e o Presidente dos EUA, Barack Obama, em 2009.

|     | País              | Cidade/Região                 | Período                               | Notas |
| --- | ----------------- | ----------------------------- | ------------------------------------- | --- |
| 102 | Bolívia           | Arroyo Concepción             | 15 de janeiro de 2009                 | Visita oficial. |
| 102 | Venezuela         | Maracaibo                     | 16 de janeiro de 2009                 | Visita oficial. Reuniu-se com o presidente do país, Hugo Chávez. |
| 103 | Estados Unidos    | Washington D.C. e Nova Iorque | 13 a 16 de março de 2009              | Encontro com o presidente Barack Obama. Reuniu-se com empresários e investidores. |
| 104 | Chile             | Viña del Mar                  | 27 e 28 de março de 2009              | Participou da Cúpula de Líderes Progressistas. Encontro com a presidente Michele Bachelet. |
| 104 | Catar             | Doha                          | 30 e 31 de março de 2009              | Participou da Cúpula América do Sul–Países Árabes. Encontro com o emir do país, Hamad bin Khalifa. |
| 104 | França            | Paris                         | 1 de abril de 2009                    | Visita de trabalho. Encontro com o presidente Nicolas Sarkozy. |
| 104 | Reino Unido       | Londres                       | 01 a 3 de abril de 2009               | Participou da cúpula do G20 Financeiro. Encontros com a rainha Elizabeth II e o premiê Gordon Brown. |
| 105 | Trindade e Tobago | Port of Spain                 | 17 a 19 de abril de 2009              | Participou da V Cúpula das Américas. Encontro com o primeiro-ministro do país, Patrick Manning. Participou também de uma reunião com os representantes dos países da UNASUL, com a presença do presidente dos Estados Unidos, Barack Obama.                 |
| 106 | Argentina         | Buenos Aires                  | 22 e 23 de abril de 2009              | Visita de Estado. Encontro com a presidente Cristina Kirchner. |
| 107 | Arábia Saudita    | Riade                         | 16 e 17 de maio de 2009               | Visita de Estado. Encontro com o rei Abdullah da Arábia Saudita. Reuniu-se com investidores e empresários sauditas. |
| 107 | China             | Pequim                        | 18 a 20 de maio de 2009               | Visita de Estado. Encontros com o presidente Hu Jintao e com empresários chineses. |
| 107 | Turquia           | Istambul e Ancara             | 20 a 22 de maio de 2009               | Visita de Estado. Encontros com o primeiro-ministro Recep Tayyip Erdoğan, com o presidente turco, Abdullah Gül, e com o presidente da Ucrânia, Viktor Yushchenko. Visitou a Mesquita Azul de Istambul.                                                      |
| 108 | El Salvador       | San Salvador                  | 1 de junho de 2009                    | Participou da cerimônia de posse do novo presidente do país, Maurício Funes. |
| 108 | Guatemala         | Cidade da Guatemala           | 2 de junho de 2009                    | Visita de Estado. Encontrou-se com o presidente Álvaro Colom. Reuniu-se com autoridades locais. |
| 108 | Costa Rica        | San José                      | 3 de junho de 2009                    | Visita de Estado. Encontro com o presidente Óscar Arias. |
| 109 | Suíça             | Genebra                       | 15 de junho de 2009                   | Participou da Sessão do Conselho de Direitos Humanos. Encontro bilateral com o presidente da França, Nicolas Sarkozy. |
| 109 | Rússia            | Ecaterimburgo                 | 16 de junho de 2009                   | Participou da Cúpula do BRIC. Encontro com o presidente russo, Dmitri Medvedev. |
| 109 | Cazaquistão       | Astana                        | 17 de junho de 2009                   | Visita de Estado. Encontro com o presidente do país, Nursultan Nazarbayev. |
| 110 | Líbia             | Trípoli e Sirte               | 30 de junho e 1 de julho de 2009      | Participou da XIII Assembleia da União Africana. Encontro com o líder do país, Muammar al-Gaddafi. |
| 111 | França            | Paris                         | 04 a 7 de julho de 2003               | Visita de trabalho. Encontros com o presidente, Nicolas Sarkozy, com o ex-presidente francês, Jacques Chirac e com o primeiro-ministro de Portugal, José Sócrates.                                                                                          |
| 111 | Itália            | Roma e L'Aquila               | 8 a 10 de julho de 2009               | Participou da reunião de cúpula do G5. Encontros com o presidente do México, Felipe Calderón e com os líderes do G8. Reuniu-se com o presidente italiano, Giorgio Napolitano e com demais chefes de Estado e de Governo.                                    |
| 112 | Paraguai          | Assunção                      | 24 e 25 de julho de 2009              | Participou da reunião de cúpula dos chefes de Estado do Mercosul. Encontro com o presidente paraguaio, Fernando Lugo. |
| 113 | Equador           | Quito                         | 10 de agosto de 2009                  | Participou da cúpula da UNASUL. Encontro com o presidente equatoriano, Rafael Correa. |
| 114 | Bolívia           | Chimoré                       | 22 de agosto de 2009                  | Encontro com o presidente Evo Morales. |
| 115 | Argentina         | Bariloche                     | 27 e 28 de agosto de 2009             | Participou da reunião de cúpula da UNASUL. Encontro com a presidente Cristina Kirchner |
| 116 | Estados Unidos    | Nova Iorque e Pittsburgh      | 21 a 25 de setembro de 2009           | Participou da Assembleia Geral das Nações Unidas. Reuniu-se com o secretário-geral Ban Ki-Moon. Encontro com diversos chefes de Estado e de Governo, entre eles o primeiro-ministro da Nova Zelândia, John Key. Encontrou-se também com empresários locais. |
| 116 | Venezuela         | Ilha de Margarita             | 26 e 27 de setembro de 2009           | Participou da Reunião de chefes de Estado, América do Sul–África. Reunião com o presidente venezuelano, Hugo Chávez. |
| 117 | Dinamarca         | Copenhague                    | 30 de setembro a 3 de outubro de 2009 | Participou da sessão do Comitê Olímpico Internacional onde foi anunciado as Olimpíadas na cidade do Rio de Janeiro no ano de 2016 . Encontros com a rainha Margarida II da Dinamarca e o premiê do país, Lars Løkke Rasmussen.                              |
| 117 | Bélgica           | Bruxelas                      | 04 a 5 de outubro                     | Visita de Estado. Encontros com o primeiro-ministro do país, Herman Van Rompuy, com o rei Alberto II da Bélgica, com políticos locais e com empresários belgas.                                                                                             |
| 117 | Suécia            | Estocolmo                     | 6 de outubro de 2009                  | Participou da reunião de Cúpula, Brasil–União Européia. Encontros com o primeiro-ministro Fredrik Reinfeldt e com a rainha Silvia da Suécia. |
| 118 | Venezuela         | Caracas e El Tigre            | 29 e 30 de outubro de 2009            | Visita de trabalho. Encontro com o presidente Hugo Chávez. Inaugurou o consulado-geral do Brasil ante a Caixa Econômica Federal. |
| 119 | Reino Unido       | Londres                       | 04 e 5 de novembro de 2009            | Reuniu-se com diversos empresários e investidores. Encontros com o premiê britânico, Gordon Brown e com a rainha Elizabeth II. |
| 120 | França            | Paris                         | 14 de novembro de 2009                | Visita de Estado. Encontro com o presidente Nicolas Sarkozy. |
| 120 | Itália            | Roma                          | 15 e 16 de novembro de 2009           | Participou da Cúpula Mundial sobre Segurança Alimentar. Encontro com o presidente da Comissão Européia, José Manuel Durão Barroso. |
| 121 | Portugal          | Lisboa e Estoril              | 29 a 30 de novembro de 2009           | Participou da Conferência Ibero-americana. Reuniu-se com o premiê português, José Sócrates e com o presidente Aníbal Cavaco Silva. |
| 121 | Ucrânia           | Kiev                          | 01 e 2 de dezembro de 2009            | Visita de Estado. Encontro com o presidente Viktor Yushchenko. Reuniu-se com empresários brasileiros e ucranianos. |
| 121 | Alemanha          | Berlim e Hamburgo             | 03 e 4 de dezembro de 2009            | Visita de Estado. Encontro com o presidente alemão, Horst Köhler e a chanceler Angela Merkel. Reuniu-se com diversos empresários. |
| 122 | Uruguai           | Montevidéu                    | 8 de dezembro de 2009                 | Participou da reunião de cúpula de chefes de Estado do Mercosul e de um fórum empresarial, Mercosul–União Européia. |
| 123 | Peru              | Lima                          | 10 e 11 de dezembro de 2009           | Visita de Estado. Encontro com o presidente Alan García. Participou do Fórum Empresarial Brasil–Peru e de reuniões com políticos locais. |
| 124 | Dinamarca         | Copenhague                    | 15 a 18 de dezembro de 2009           | Participou de uma reunião das Nações Unidas sobre mudanças climáticas. Encontros com o presidente da França, Nicolas Sarkozy, com o primeiro-ministro da Etiópia, Meles Zenawi e com a rainha Margarida II da Dinamarca.                                    |

## 2010

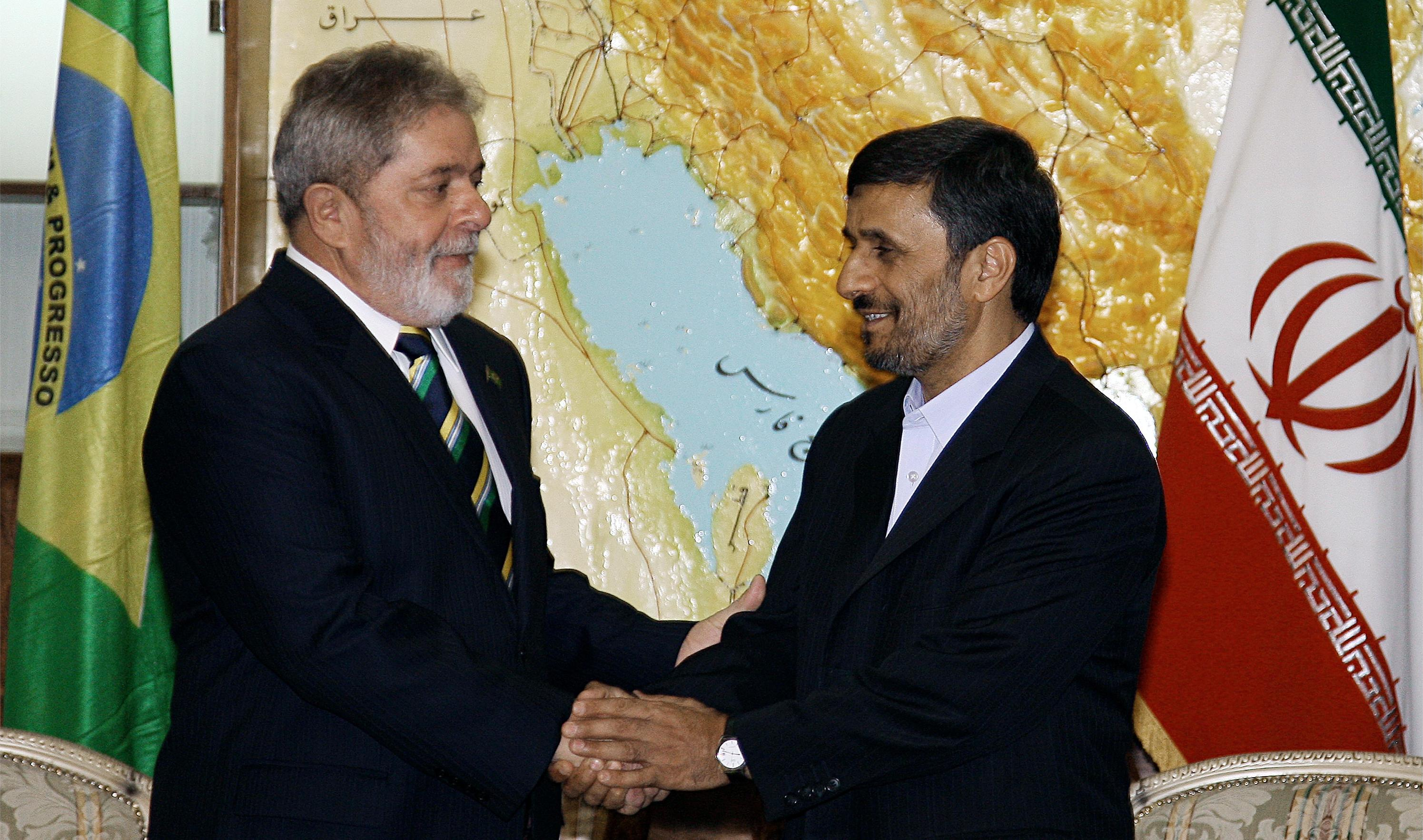
Lula da Silva e o Presidente do Irã, Mahmoud Ahmadinejad.

|     | País             | Cidade/Região           | Período                      | Notas |
| --- | ---------------- | ----------------------- | ---------------------------- | --- |
| 125 | México           | Cancún                  | 21 a 23 de fevereiro de 2010 | Participou da Cúpula do Grupo do Rio e da Cúpula da América Latina e Caribe. Reuniu-se com o presidente Felipe Calderón e com empresários brasileiros e mexicanos. |
| 125 | Cuba             | Havana                  | 23 e 24 de fevereiro de 2010 | Visita de Estado. Encontro com o líder do país, Raúl Castro e com seu irmão Fidel Castro. |
| 125 | Haiti            | Porto Príncipe          | 25 de fevereiro de 2010      | Visita de Estado. Encontro com o presidente do país, René Préval. Visitou militares do Exército Brasileiro na Missão da ONU para a estabilização no país. Sobrevoou de helicóptero a capital haitiana.                                                                  |
| 125 | El Salvador      | San Salvador            | 25 e 26 de fevereiro de 2010 | Visita de Estado. Encontros com o presidente Maurício Funes e com empresários salvadorenhos. |
| 126 | Uruguai          | Montevidéu              | 1 de março de 2010           | Participou da cerimônia de posse do novo presidente do país, José Mujica. |
| 126 | Chile            | Santiago                | 1 de março de 2010           | Reuniu-se com a presidente do país, Michele Bachelet. |
| 127 | Israel           | Jerusalém               | 14 a 16 de março de 2010     | Visita de Estado. Encontro com o presidente israelita, Shimon Peres. Reuniu-se com empresários e autoridades locais. Encontro com o primeiro-ministro Benjamin Netanyahu. Visita ao Museu do Holocausto. Encontrou-se com representantes civis israelitas e palestinos. |
| 127 | Palestina        | Belém e Ramala          | 16 e 17 de março de 2010     | Visita oficial. Encontro com o presidente da Autoridade Nacional Palestina, Mahmoud Abbas. Visitou a cidade de Ramala, na Cisjordânia. |
| 127 | Jordânia         | Amã                     | 17 e 18 de março de 2010     | Visita de Estado. Encontros com o príncipe Hassan ibn Talal, com o primeiro-ministro Samir Rifai e com políticos e empresários locais. |
| 128 | Estados Unidos   | Washington D.C.         | 11 a 13 de abril de 2010     | Participou da Cúpula de Segurança Nuclear. Encontros com o presidente Barack Obama e com demais chefes de Estado e de Governo, entre esses, o primeiro-ministro do Japão, Yukio Hatoyama.                                                                               |
| 129 | Argentina        | Buenos Aires            | 4 de maio de 2010            | Reunião com os chefes de Estado da UNASUL. Encontro com a presidente argentina, Cristina Kirchner. |
| 129 | Uruguai          | Montevidéu              | 4 de maio de 2010            | Visita de Estado. Encontro com o presidente uruguaio, José Mujica. |
| 130 | Rússia           | Moscou                  | 13 e 14 de maio de 2010      | Visita de Estado. Encontro com o presidente Dmitri Medvedev e com o primeiro-ministro, Vladimir Putin. Encontrou-se também com empresários. |
| 130 | Catar            | Doha                    | 14 e 15 de maio de 2010      | Visita de Estado. Encontro com o emir Hamad bin Khalifa. Participou do Fórum Empresarial Brasil–Catar. |
| 130 | Irã              | Teerã                   | 15 a 17 de maio de 2010      | Participou da Cúpula do G15. Encontros com o presidente Mahmoud Ahmadinejad e o Líder Supremo do Irã, Aiatolá Ali Khamenei. Reuniu-se com políticos e empresários locais.                                                                                               |
| 130 | Espanha          | Madri                   | 17 a 19 de maio de 2010      | Participou das cúpulas Mercosul–União Europeia e América Latina e Caribe–União Europeia. Reuniu-se com o presidente do Governo da Espanha, José Luis Zapatero. Encontro bilateral com o premiê da Turquia, Recep Tayyip Erdogan. Reuniu-se com empresários espanhóis.   |
| 130 | Portugal         | Lisboa                  | 19 de maio de 2010           | Visita de Estado. Encontros com o presidente Cavaco Silva e com o primeiro-ministro José Sócrates. Participou da Sessão Plenária da Cimeira Luso-Brasileira. |
| 131 | Argentina        | Buenos Aires            | 25 de maio de 2010           | Cumprimentou a presidente Cristina Kirchner. |
| 132 | Cabo Verde       | Ilha do Sal             | 02 e 3 de julho de 2010      | Participou da Cúpula Brasil–CEDEAO. Encontros com o presidente Pedro Pires e com o primeiro-ministro José Brito. |
| 132 | Guiné Equatorial | Malabo                  | 04 e 5 de julho de 2010      | Visita de Estado. Encontro com o presidente Teodoro Obiang Nguema Mbasogo. |
| 132 | Quênia           | Nairóbi                 | 6 de julho de 2010           | Visita de Estado. Encontro com o presidente Mwai Kibaki. Participou do Fórum Empresarial Brasil–Quênia. |
| 132 | Tanzânia         | Dar es Salaam           | 7 de julho de 2010           | Visita de Estado. Encontro com o presidente Jakaya Kikwete. Reuniu-se com empresários locais. |
| 132 | Zâmbia           | Lusaka                  | 07 e 8 de julho de 2010      | Visita de Estado. Encontro com o presidente do país, Rupiah Banda. Participou do Seminário Empresarial Brasil–Zâmbia. |
| 132 | África do Sul    | Johanesburgo e Pretória | 08 e 9 de julho de 2010      | Participou da cerimônia de abertura da Copa do Mundo de 2010. Encontro com o presidente Jacob Zuma. Participou do Fórum Empresarial Brasil–África do Sul. |
| 133 | Uruguai          | Rivera                  | 30 de julho de 2010          | Reuniu-se com o presidente José Mujica na fronteira Brasil–Uruguai. |
| 133 | Paraguai         | Assunção                | 30 de julho de 2010          | Encontro com o presidente Fernando Lugo. Visitou as obras das linhas de transmissão de energia elétrica da usina de Itaipú. |
| 134 | Argentina        | San Juan                | 3 de agosto de 2010          | Participou da reunião de cúpula dos chefes de Estado do Mercosul. Encontro com a presidente Cristina Kirchner. |
| 135 | Venezuela        | Caracas                 | 6 de agosto de 2010          | Participou da reunião de instalação da Secretaria da Cúpula América do Sul–África. |
| 135 | Colômbia         | Bogotá                  | 06 e 7 de agosto de 2010     | Reuniu-se com o presidente Álvaro Uribe. Participou da cerimônia de posse do novo presidente colombiano, Juan Manuel Santos. |
| 136 | Argentina        | Buenos Aires            | 28 de outubro de 2010        | Compareceu ao velório do ex-presidente Néstor Kirchner. |
| 137 | Moçambique       | Maputo                  | 09 e 10 de novembro de 2010  | Participou da aula inaugural por ocasião da instalação do polo da Universidade Aberta do Brasil. Reuniu-se com empresários moçambicanos e com o presidente Armando Guebuza.                                                                                             |
| 137 | Coreia do Sul    | Seul                    | 11 e 12 de novembro de 2010  | Participou da sessão plenária do G20. Reunião com o presidente sul-coreano, Lee Myung-bak. |
| 138 | Guiana           | Georgetown              | 25 e 26 de novembro de 2010  | Visita oficial. Reuniu-se com o presidente do país, Bharrat Jagdeo. Participou da reunião de cúpula dos chefes de Estado da UNASUL. |
| 139 | Argentina        | Mar del Plata           | 03 e 4 de dezembro de 2010   | Participou da Conferência Ibero-americana. Encontro bilateral com o presidente do México, Felipe Calderón e com a presidente argentina Cristina Kirchner. |

## Eventos multilaterais (2003–2010)
| Grupo        | Ano                                        | Ano                            | Ano                             | Ano                            | Ano                           | Ano                                            | Ano                                    | Ano                              |
| Grupo        | 2003                                       | 2004                           | 2005                            | 2006                           | 2007                          | 2008                                           | 2009                                   | 2010                             |
| ------------ | ------------------------------------------ | ------------------------------ | ------------------------------- | ------------------------------ | ----------------------------- | ---------------------------------------------- | -------------------------------------- | -------------------------------- |
| UNASUL       |                                            |                                |                                 |                                |                               | 23 de maio, Brasília                           | 10 de agosto, Quito                    | 26 de novembro, Georgetown       |
| UNASUL       | 15 de setembro, Santiago                   | 28 de agosto, Bariloche        |                                 |                                |                               |                                                |                                        | 26 de novembro, Georgetown       |
| MERCOSUL     | 18 de junho, Assunção                      | 08 de julho, Puerto Iguazú     | 19–20 de junho, Assunção        | 20–21 de julho, Córdoba        | 18 de janeiro, Rio de Janeiro | 30 de junho–01 de julho, San Miguel de Tucumán | 24–25 de julho, Assunção               | 03 de agosto, San Juan           |
| MERCOSUL     | 18 de junho, Assunção                      | 08 de julho, Puerto Iguazú     | 19–20 de junho, Assunção        | 20–21 de julho, Córdoba        | 28–29 de junho, Assunção      | 30 de junho–01 de julho, San Miguel de Tucumán | 24–25 de julho, Assunção               | 03 de agosto, San Juan           |
| MERCOSUL     | 15–16 de dezembro, Montevidéu              | 16 de dezembro, Ouro Preto     | 08–09 de dezembro, Montevidéu   | 14–15 de dezembro, Brasília    | 17–18 de dezembro, Montevidéu | 16 de dezembro, Sauipe                         | 08 de dezembro, Montevidéu             | 17 de dezembro, Foz do Iguaçu    |
| OEI          | 14–15 de novembro, Santa Cruz de La Sierra | 18–19 de novembro, San José    | 14–15 de outubro, Salamanca     | 03–4 de novembro, Montevidéu   | 08–10 de novembro, Santiago   | 29–31 de outubro, San Salvador                 | 30 de novembro–01 de dezembro, Estoril | 03–04 de dezembro, Mar del Plata |
| CPLP         | Nenhum                                     | 26–27 de julho, São Tomé       | Nenhum                          | 17 de julho, Bissau            | Nenhum                        | 25 de julho, Lisboa                            | Nenhum                                 | 23 de julho, Luanda              |
| ONU          | 22–23 de setembro, Nova Iorque             | 20–21 de setembro, Nova Iorque | 14–16 de setembro, Nova Iorque  | 19–20 de setembro, Nova Iorque | 13 de setembro, Nova Iorque   | 22–23 de setembro, Nova Iorque                 | 21–25 de setembro, Nova Iorque         | 23–24 de setembro, Nova Iorque   |
| FEM          | 24–25 de janeiro, Davos                    | 19–21 de janeiro, Davos        | 28–30 de janeiro, Davos         | 25–27 de janeiro, Davos        | 25–26 de janeiro, Davos       | 23–25 de janeiro, Davos                        | 30 de janeiro–1 de fevereiro, Davos    | 27–29 de janeiro, Davos          |
| Grupo do Rio | 22–23 de maio, Cusco                       | 04 de novembro, Rio de Janeiro | Nenhum                          | Nenhum                         | 02–03 de março, Georgetown    | 7 de março, Santo Domingo                      | Nenhum                                 | 22–23 de fevereiro, Cancún       |
| OEA          | Nenhum                                     | 14–15 de janeiro, Monterrey    | 05–6 de novembro, Mar Del Plata | Nenhum                         | Nenhum                        | Nenhum                                         | 17–19 de abril, Port of Spain          | Nenhum                           |
| IBAS         |                                            |                                |                                 | 13 de setembro, Brasília       | 17 de outubro, Johanesburgo   | 14–15 de outubro, Nova Delhi                   | Nenhum                                 | 15 de abril, Brasília            |
| BRIC         |                                            |                                |                                 |                                |                               |                                                | 16 de junho, Ecaterimburgo             | 15 de abril, Brasília            |

### Observações
- UNASUL, IBAS, BRIC – Foram criados depois do primeiro ano do Governo Lula;
- Grupo do Rio (2009) – Não constam as cúpulas extraordinárias;

## 2022-2023
Abaixo estão listadas as viagens presidenciais a partir da eleição em 30 de outubro de 2022 até a atualidade.
|                                                     | País                   | Cidade/Região      | Período                                | Notas |     |
| --------------------------------------------------- | ---------------------- | ------------------ | -------------------------------------- | --- | --- |
| Viagens como presidente eleito (antes da posse)     |                        |                    |                                        | |     |
| 1                                                   | Egito                  | Sharm el-Sheikh    | 15 a 17 de novembro de 2022            | Primeira viagem oficial como presidente eleito do Brasil para o terceiro mandato. Lula participou da Conferência das Nações Unidas sobre as Mudança Climáticas – a COP27 – onde destacou o papel do Brasil no combate ao aquecimento global. O presidente eleito se encontrou com diversas autoridades internacionais, entre eles o ex-secretário de Estado dos Estados Unidos John Kerry. | 140 |
| 1                                                   | Portugal               | Lisboa             | 17 e 18 de novembro de 2022            | O presidente eleito se encontrou com o presidente Marcelo Rebelo de Sousa e com o primeiro-ministro português António Costa. Ambos conversaram sobre vários temas, entre eles, as relações entre Brasil e Portugal e o Tratado de Livre Comércio entre Mercosul e União Europeia. | 140 |
| Viagens como presidente em exercício (após a posse) |                        |                    |                                        | |     |
| 1                                                   | Argentina              | Buenos Aires       | 22 a 25 de janeiro de 2023             | Visita Oficial. Primeira viagem ao exterior como presidente do Brasil no terceiro mandato. Encontrou-se com o presidente Alberto Fernández na Casa Rosada. Reuniu-se com representantes da associação Mães da Praça de Maio. Compareceu à apresentação musical em celebração à Irmandade Brasil–Argentina no Centro Cultural Kirchner. Participou da VII Cúpula de chefes de Estado e de Governo da CELAC. Reuniu-se com o presidente de Cuba, Miguel Díaz-Canel, com a primeira-ministra de Barbados e com Charles Michel, presidente do Conselho Europeu, além de diversas outras autoridades. Participou também do Encontro Empresarial Brasil–Argentina. | 141 |
| 1                                                   | Uruguai                | Montevidéu         | 25 de janeiro de 2023                  | Visita de Estado. Encontrou-se com o presidente Luis Lacalle Pou para discutir assuntos bilaterais entre os dois países, incluindo o possível tratado de livre comércio entre o Uruguai e a China, criticado fortemente pelo Mercosul, o qual o Brasil faz parte. Participou de uma condecoração pública na prefeitura de Montevidéu, onde recebeu uma medalha pelos esforços em defesa do meio ambiente, entregue pela prefeita da capital uruguaia, Carolina Cosse. Após a cerimônia, Lula discursou para apoiadores que o aguardavam do lado de fora do local. Encontrou-se também com o ex-presidente do país José Mujica, em sua chácara na zona rural de Montevidéu. | 141 |
| 2                                                   | Estados Unidos         | Washington D.C.    | 9 a 11 de fevereiro de 2023            | Visita de trabalho. Encontrou-se com o presidente Joe Biden para tratar de assuntos bilaterais – como o comércio Brasil–EUA – e globais, entre eles o aquecimento global, desmatamento da Amazônia e a Guerra Russo-Ucraniana. | 142 |
| 3                                                   | China                  | Shangai e Pequim   | 13 e 14 de abril de 2023               | Visita de Estado. Em Shangai, participou da cerimônia de posse da ex-presidente do Brasil, Dilma Rousseff como presidente do Banco dos BRICS. Em Pequim, se reuniu com o presidente Xi Jinping, com o Presidente do Congresso Nacional do Povo, Zhao Leji e se reuniu com o Primeiro-ministro da China, Li Qiang e participação da cerimônia de deposição de Flores no Monumento aos Heróis do Povo, na Praça da Paz Celestial. | 143 |
| 3                                                   | Emirados Árabes Unidos | Abu Dhabi          | 15 e 16 de abril de 2023               | Visita de Estado. Encontrou-se com o presidente do país e emir de Abu Dhabi, o xeique Maomé bin Zayed Al Nahyan e ao final do dia foi ao convidado para o Iftar, refeição ingerida durante a noite com a qual se quebra o jejum diário durante o mês islâmico do Ramadã. | 143 |
| 4                                                   | Portugal               | Lisboa             | 21 a 25 de abril de 2023               | Visita de Estado. No dia 22, o Presidente Luiz Inácio Lula da Silva participou da Cimeira Luso-Brasileira, encontro promovido pelo governo português, com a presença do presidente Marcelo Rebelo e do primeiro-ministro António Costa. No dia 24, o presidente viajou de manhã a Matosinhos para encontros com empresários e de tarde participou da entrega do Prêmio Camões a Chico Buarque.No dia 25, o presidente compareceu à sessão solene na Assembleia da República Portuguesa. | 144 |
| 4                                                   | Espanha                | Madrid             | 25 e 26 de abril de 2023               | Visita de Estado. No dia 25, Lula esteve com representantes de centrais sindicais locais e participou de um fórum empresarial. No dia 26 e último dia no país europeu, o presidente Lula se encontrou com o Presidente do Governo, Pedro Sánchez no Palácio de Moncloa, Lula tratou com o chefe de governo espanhol a respeito da guerra entre Rússia e Ucrânia. Lula também discutiu o acordo comercial entre Mercosul e União Europeia, que está em fase de revisão e ainda não entrou em vigor. Brasil e Espanha assumirão no segundo semestre o comando rotativo dos blocos regionais. Lula também foi recebido, no Palácio Real, pelo rei Felipe VI no começo da tarde. Os dois tiveram uma audiência e, na sequência, o rei ofereceu um almoço ao presidente brasileiro e à primeira-dama, Janja da Silva.            | 144 |
| 5                                                   | Reino Unido            | Londres            | 5 e 6 de maio de 2023                  | Visita Oficial. No dia 5, Lula se encontrou com o Primeiro-ministro, Rishi Sunak, onde conversaram sobre a preservação da floresta Amazônica e a paz no mundo. No mesmo dia participou de uma recepção feita pelo Rei Charles III no Palácio de Buckingham. No dia seguinte, participou da Coroação do Rei e da Rainha Camila, ao lado da Primeira-dama, Janja da Silva. | 145 |
| 6                                                   | Japão                  | Hiroshima          | 18 a 21 de maio de 2023                | Participou da cúpula de chefes de Estado e de Governo do G7. Encontrou-se com o primeiro-ministro Fumio Kishida e se reuniu com diversos outros líderes, entre eles o primeiro-ministro da Austrália Anthony Albanese, o chanceler da Alemanha Olaf Scholz, o Primeiro-ministro do Vietname, Phạm Minh Chính, o Primeiro Ministro do Canadá, Justin Trudeau, o primeiro ministro da Índia, Narendra Modi, o Secretário-geral das Nações Unidas, António Guterres, o Presidente da Indonésia, Joko Widodo, com a Diretora-geral do Fundo Monetário Internacional, Kristalina Gueorguieva e com o Presidente de Comores, Azali Assoumani. | 146 |
| 7                                                   | Itália                 | Roma               | 21 e 22 de junho de 2023               | Visita de trabalho. Reuniu-se com o Presidente Sergio Mattarella e participou de um almoço oferecido pelo mandatário italiano. Reuniu-se também com a Primeira-Ministra, Giorgia Meloni e com o prefeito da cidade de Roma, Roberto Gualtieri. | 147 |
| 7                                                   | Vaticano               | Cidade do Vaticano | 21 de junho de 2023                    | Visita de trabalho. Encontrou-se e reuniu-se com o papa Francisco e o convidou para participar do Círio de Nazaré e teve uma reunião com Secretário de estado do Vaticano, Edgar Peña Parra. | 147 |
| 7                                                   | França                 | Paris              | 22 a 24 de junho de 2023               | Visita de trabalho. Reuniu-se com o presidente Emmanuel Macron e teve reuniões bilaterais com o Presidente da África do Sul, Cyril Ramaphosa, com o Presidente de Cuba, Miguel Díaz-Canel e com o Primeiro-ministro do Haiti, Ariel Henry. Participou da reunião do Pacto pelo Clima a convite do Governo Francês. No 3° dia, participou da cúpula com líderes mundiais, teve dois encontros bilaterais com a Prefeita de Paris, Anne Hidalgo e reunião bilateral com o Presidente da República do Congo, Denis Sassou Nguesso. | 147 |
| 8                                                   | Argentina              | Puerto Iguazú      | 3 e 4 de julho de 2023                 | Participou da 62ª cúpula de chefes de Estado do Mercosul. Encontrou-se com o presidente Alberto Fernández. | 148 |
| 9                                                   | Colômbia               | Leticia            | 8 de julho de 2023                     | Visita de trabalho. Encontrou-se com o presidente Gustavo Petro para discutir a Cúpula de chefes de Estado da OTCA que ocorrerá no próximo mês no Brasil. Participou da sessão de encerramento da Reunião Técnico-Científica da Amazônia. | 149 |
| 10                                                  | Bélgica                | Bruxelas           | 16 a 19 de julho de 2023               | Participou da cúpula CELAC–UE. Encontrou-se com o primeiro-ministro Alexander De Croo e com o Rei da Bélgica, Filipe da Bélgica, teve reuniões bilaterais com a primeira-ministra de Barbados, Mia Mottley, com a presidente da Comissão Europeia, Ursula von der Leyen e participou também de um fórum empresarial América Latina–Europa. Encontrou-se com o Primeiro-ministro da Suécia, Ulf Kristersson, com a Primeira-ministra da Dinamarca, Mette Frederiksen, Primeiro-ministro da Alemanha, Olaf Scholz, com Christopher Dodd, emissário dos EUA, com o Chanceler da Áustria, Karl Nehammer e com a Presidente do Parlamento Europeu, Roberta Metsola. | 150 |
| 10                                                  | Cabo Verde             | Praia              | 19 de julho de 2023                    | Primeira viagem a um país africano no terceiro mandato. Aproveitou a parada técnica na volta para o Brasil para se encontrar com o presidente José Maria Neves no Aeroporto Nelson Mandela. | 150 |
| 11                                                  | Paraguai               | Assunção           | 14 e 15 de agosto de 2023              | Participou da cerimônia de posse do presidente eleito, Santiago Peña, e encontrou-se com o ex-presidente do Paraguai, Fernando Lugo. | 151 |
| 12                                                  | África do Sul          | Johanesburgo       | 21 a 24 de agosto de 2023              | Visita Oficial. Participou da cúpula do BRICS. Reuniu-se com os Presidente da África do Sul, Cyril Ramaphosa, com o Presidente da China, Xi Jinping, com o Primeiro-Ministro da Índia, Narendra Modi, com o Presidente da Bolívia, Luis Arce, com a Primeira-ministra de Bangladesh, Sheikh Hasina e com o Presidente do Irã, Ebrahim Raisi. Se encontrou com lideranças do Partido dominante do país, o Congresso Nacional Africano e se encontrou com o ex-presidente, Thabo Mbeki. | 152 |
| 12                                                  | Angola                 | Luanda             | 24 a 27 de agosto de 2023              | Visita de Estado. Encontrou-se com o presidente, João Lourenço, com quem assinou atos bilaterais em áreas como a agricultura, tecnologia da informação, empreendedorismo, saúde e educação. Foi homenageado e condecorado com a Ordem Dr. António Agostinho. Discursou na Assembleia Nacional e participou do encerramento do Fórum Econômico Brasil-Angola | 152 |
| 12                                                  | São Tomé e Príncipe    | São Tomé           | 27 de agosto de 2023                   | Participou da 13.ª cúpula de chefes de Estado e de Governo da Comunidade dos Países de Língua Portuguesa (CPLP). Encontrou-se com o presidente Carlos Vila Nova. | 152 |
| 13                                                  | Índia                  | Nova Délhi         | 8 a 10 de setembro de 2023             | Participou da cúpula do G20 e também participou na deposição de flores no Memorial Raj Ghat. Encontrou-se com a Presidente, Draupadi Murmu, com o Primeiro-Ministro, Narendra Modi, e com outros chefes de Estado, entre eles, o Presidente da Turquia, Recep Tayyip Erdoğan, o Primeiro-Ministro dos Países Baixos, Mark Rutte, o Presidente da França, Emmanuel Macron, com o Primeiro-Ministro da Arábia Saudita/Príncipe Herdeiro, Mohammad bin Salman, com a Presidente da Comissão Europeia, Ursula von der Leyen e com o Presidente do Conselho Europeu, Charles Michel. | 153 |
| 14                                                  | Cuba                   | Havana             | 15 e 16 de setembro de 2023            | Visita Oficial. Participou da cúpula do G77 – maior evento multilateral do sul global. Reuniu-se com o Presidente Miguel Díaz-Canel, com o diretor-Geral da FAO, Qu Dongyu e também com o ex presidente, Raúl Castro. | 154 |
| 14                                                  | Estados Unidos         | Nova Iorque        | 16 a 20 de setembro de 2023            | Participou da cerimônia de abertura da 78.ª Assembleia Geral das Nações Unidas com o tradicional discurso proferido pelo Brasil. Reuniu-se com o presidente dos Estados Unidos, Joe Biden, e participou de um jantar com empresários. Teve reuniões bilaterais com o Presidente da Suíça, Alain Berset, com o ex Primeiro-Ministro do Reino Unido, Gordon Brown, com o Secretário-geral das Nações Unidas, António Guterres, com o Presidente da Áustria, Alexander Van der Bellen, com o Chanceler da Alemanha, Olaf Scholz, com o o Primeiro-Ministro da Noruega, Jonas Gahr Støre, com o Presidente da Autoridade Nacional Palestina, Mahmoud Abbas, com o Presidente da Ucrânia, Volodymyr Zelensky, com o Diretor-Geral da Organização Mundial da Saúde, Tedros Adhanom e com o Presidente do Paraguai, Santiago Peña. | 154 |
| 15                                                  | Arábia Saudita         | Riad               | 28 e 29 de novembro de 2023            | Visita de Estado. Encontrou-se com o Príncipe Herdeiro/Primeiro Ministro, Mohammad bin Salman e também participou da Abertura do Seminário Embraer. | 155 |
| 15                                                  | Catar                  | Doha               | 29 e 30 de novembro de 2023            | Visita Oficial. Encontrou-se com o emir Tamim bin Hamad Al Thani e discutiram diversos assuntos bilaterais, entre eles, a repatriação de brasileiros presentes no território da Faixa de Gaza, que no momento da visita estava enfrentando um conflito armado entre Hamas e Israel, e participou de almoço oferecido pelo emir. Participou também da Sessão de abertura do Fórum Econômico Brasil – Catar. | 155 |
| 15                                                  | Emirados Árabes Unidos | Dubai              | 30 de novembro a 4 de dezembro de 2023 | Participou da Conferência das Nações Unidas sobre as Mudanças Climáticas de 2023 – COP28 – e reuniu-se com diversas lideranças globais como o presidente de Israel, Isaac Herzog, com o secretário-geral das Nações Unidas, António Guterres, com o Primeiro Ministro do Reino Unido, Rishi Sunak, com a Presidente da Comissão Europeia, Ursula Von der Leyen, com o Presidente do governo da Espanha, Pedro Sánchez, com o Presidente da Guiana, Irfaan Ali, com o Presidente de Cuba, Miguel Díaz Canel, com o Presidente da França, Emmanuel Macron, com oPresidente da União Africana,Moussa Faki e com o Primeiro-Ministro da Etiópia, Abiy Ahmed. Moussa Faki e com o Primeiro Ministro da Etiópia, Abyi Ahmed Ali                                                                                                   | 155 |
| 15                                                  | Alemanha               | Berlim             | 4 e 5 de dezembro de 2023              | Visita Oficial. Encontrou-se com o presidente Frank-Walter Steinmeier, com o chanceler alemão, Olaf Scholz, com a Presidenta do Senado, Bundesrat, e Governadora de Mecklemburgo-Pomerânia Ocidental, Manuela Schwesig. | 155 |

## 2024
Abaixo estão listadas as viagens presidenciais de Luiz Inácio Lula da Silva no ano de 2024.
|    | País                     | Cidade/Região           | Período                      | Notas |     |
| -- | ------------------------ | ----------------------- | ---------------------------- | --- | --- |
| 16 | Egito                    | Cairo                   | 13 a 16 de fevereiro de 2024 | Visita Oficial. Reuniu-se com o Presidente Abdul Fatah Khalil Al-Sisi, com quem discutiu a guerra entre Israel e Hamas iniciada em outubro de 2023. Assinou diversos acordos com o governo egípcio e reuniu-se com o Secretário-Geral da Liga dos Estados Árabes, Ahmed Aboul Gheit. | 156 |
| 16 | Etiópia                  | Adis Abeba              | 16 a 18 de fevereiro de 2024 | Visita Oficial. Participou da reunião anual da União Africana. Reuniu-se com o Primeiro-Ministro, Abiy Ahmed. Encontrocom o Primeiro-Ministro da Autoridade Nacional Palestina, Mohammad Shtayyeh e com o Presidente de Moçambique, Filipe Nyusi. Participa também de almoço e jantar oferecido pelo Primeiro-Ministro, Abiy Ahmed. Discursou na 37ª cúpula da União Africana e teve reuniões bilaterais com: O Presidente da África do Sul, Cyril Ramaphosa, com o Presidente da Guiné Bissau, Umaro Sissoco Embaló, com o Presidente do Congo, Denis Sassou Nguesso, com o Presidente do Quênia, William Ruto, com o Presidente da Nigéria, Bola Tinubu e com o Presidente do Conselho Presidencial da Líbia, Mohamed al-Menfi. | 156 |
| 17 | Guiana                   | Georgetown              | 28 de fevereiro de 2024      | Visita de Estado. Participou da sessão especial com Chefes de Governo da CARICOM, teve reunião bilateral com a Primeira-Ministra de Barbados, Mia Mottley e participou da Reunião trilateral Brasil-Guiana-Suriname com o presidente Irfaan Ali e o presidente do Suriname, Chan Santokhi. | 157 |
| 17 | São Vicente e Granadinas | Kingstown               | 29 de fevereiro de 2024      | Visita de Trabalho. Participou da Cerimônia de Abertura da 8ª Cúpula da CELAC, teve reunião conjunta com o: Presidente da Colômbia, Gustavo Petro, o Ministro das Relações Exteriores do Chile, Alberto van Klaveren e a Secretária das Relações Exteriores do México, Alicia Bárcena para conversar sobre a situação em gaza e teve reuniões bilaterais com o: Presidente da Venezuela, Nicolás Maduro, com o Presidente da Bolívia, Luis Arce, com o Secretário-Geral das Nações Unidas, António Guterres, teve audiência com a Secretária de Relações Exteriores do México, Alicia Bárcena e participou de Cerimônia de Assinatura de Acordo de Serviços Aéreos entre Brasil e Antígua e Barbuda. | 157 |
| 18 | Colômbia                 | Bogotá                  | 16 a 17 de abril de 2024     | Visita de Estado. Reuniu-se com o Presidente Gustavo Petro, participou da assinatura atos entre os dois países, participou de almoço oficial oferecido pelo presidente do país, participou da Sessão de encerramento do Fórum Empresarial Brasil-Colômbia e participou da Cerimônia de inauguração da 36ª Feira Internacional do Livro de Bogotá. | 158 |
| 19 | Suíça                    | Genebra                 | 13 de junho de 2024          | Visita de Trabalho. Teve reunião bilateral com a Presidente da Confederação Suíça, Viola Amherd e com o Diretor-Geral da Organização Internacional do Trabalho, Gilbert Houngbo. Participou da Sessão de Encerramento do Fórum Inaugural da Coalizão Global para a Justiça Social no âmbito da 112ª Conferência Internacional do Trabalho e da Cerimônia de lançamento do selo institucional 35 Anos da Obra “O Alquimista”, do escritor Paulo Coelho. | 159 |
| 19 | Itália                   | Brindisi                | 14 e 15 de junho de 2024     | Visita de Trabalho. Participou e discursou na cúpula do G7 e teve reuniões bilaterais com os: Presidente da Turquia, Recep Tayyip Erdoğan, o Papa Francisco, o Presidente da França, Emmanuel Macron, a Presidente da Comissão Europeia, Ursula von der Leyen, o Primeiro-ministro da Índia, Narendra Modi, a Primeira-Ministra da Itália, Giorgia Meloni e com o Chanceler da Alemanha, Olaf Scholz. | 159 |
| 20 | Paraguai                 | Assunção                | 8 de julho de 2024           | Participou da 64.ª cúpula de chefes de Estado do Mercosul. Encontrou-se com o Presidente do Paraguai, Santiago Peña, com o Presidente da Bolívia, Luis Arce, com o Presidente do Uruguai, Luis Lacalle Pou e com o Presidente do Panamá, José Raul Mulino. Nesta cúpula, foi assinada oficialmente a adesão da Bolívia ao Mercosul. | 160 |
| 20 | Bolívia                  | Santa Cruz de La Sierra | 8 e 9 de julho de 2024       | Visita oficial. Primeira viagem de um presidente brasileiro à Bolívia desde 2015 e a primeira ao país desde que foi aderido oficialmente ao Mercosul. Encontrou-se com o presidente Luis Arce para a assinatura de atos bilaterais e defesa da democracia após a tentativa de um golpe de Estado dias antes. Também se encontrou com movimentos sociais bolivianos. | 160 |
| 21 | Chile                    | Santiago                | 4 a 6 de agosto de 2024      | Visita de Estado. Encontrou-se com o presidente Gabriel Boric, participou de Assinatura de Atos, visitou o Presidente da Corte Suprema, Ricardo Blanco Herrera, o Presidente do Senado, José García Ruminot e a Presidente da Câmara de Deputados, Karol Cariola Oliva, também se reuniu com o Secretário Executivo da CEPAL, José Manuel Salazar- Xirinachs e com o CEO da LATAM, Roberto Alvo. | 161 |
| 22 | Estados Unidos           | Nova York               | 21 a 25 de setembro de 2024  | Visita de trabalho. Discursou na Assembleia Geral da ONU. Participou da Abertura da Cúpula do Futuro, participou de reuniões com os chefes: dos Serviços de Rating da Standard & Poor’s, da Moody’s Rating, da Shell e teve encontros com o: Chanceler da Alemanha, Olaf Scholz, com a Presidente da Comissão Europeia, Ursula von der Leyen, com o Primeiro-Ministro do Haiti, Garry Conille e com o Secretário geral das Nações Unidas, António Guterres. Participou do Evento “Em defesa da democracia, combatendo os extremismos". Também se encontrou com o Presidente da África do Sul, Cyril Ramaphosa, com o Presidente da Guatemala, Bernardo Arévalo, com o Presidente do governo da Espanha, Pedro Sánchez, com o Primeiro-ministro do Reino Unido, Keir Starmer, com o Presidente da Autoridade Palestina, Mahmoud Abbas, com o Presidente da França, Emmanuel Macron e com Primeiro-Ministro de Portugal, Luís Montenegro | 162 |
| 23 | México                   | Cidade do México        | 1 de outubro de 2024         | Visita oficial. Participou da posse da Presidente Claudia Sheinbaum, participou da Abertura do Seminário Empresarial México-Brasil, se reuniu com grupo de empresários mexicanos e se reuniu com o Presidente Andrés Manuel López Obrador. | 163 |
| 24 | Uruguai                  | Montevidéu              | 5 a 6 de dezembro de 2024    | Visita de trabalho. Participou da cúpula do Mercosul, se encontrou com o Presidente da Bolívia, Luis Arce e com o ex presidente do Uruguai, Pepe Mujica, que foi condecorado com a Ordem Nacional do Cruzeiro do Sul. | 164 |

## 2025
Abaixo estão listadas as viagens presidenciais de Luiz Inácio Lula da Silva no ano de 2025.
|    | País      | Cidade/Região              | Período                  | Notas |     |
| -- | --------- | -------------------------- | ------------------------ | --- | --- |
| 25 | Uruguai   | Montevidéu                 | 1 de março de de 2025    | Visita oficial. Participou da posse do Presidente do Uruguai, Yamandú Orsi. Teve reuniões com a candidata a presidência do Equador, [[Luisa González], com o Presidente da Alemanha, Frank-Walter Steinmeier e participou de jantar com os Presidentes do Chile, Colômbia e o então presidente eleito do Uruguai. | 165 |
| 26 | Japão     | Tóquio                     | 24 a 27 de março de 2025 | Visita de estado. Teve encontro reservado com o Imperador Naruhito e a Imperatriz Masako e participou de reunião com integrantes da ABIEC. Participou de reuniões com: representantes sindicais japoneses, com representantes da ABrJ, teve Audiência concedida ao Presidente da Fundação Nippon e Embaixador da Boa Vontade da Organização Mundial da Saúde para a Eliminação da Hanseníase, Yohei Sasakawa e reunião bilateral com o Primeiro-ministro, Shigeru Ishiba. | 166 |
| 26 | Vietnã    | Hanói                      | 27 a 29 de março de 2025 | Visita de estado. Aposição de coroa de flores no Monumento aos Heróis e Mártires, aposição de coroa de flores e visita ao Mausoléu do Presidente Ho Chi Minh, encontro com o Presidente, Luong Cuong, encontro com o Secretário-Geral do Comitê Central do Partido Comunista do Vietnã, Tô Lâm, encontro com o Presidente da Assembleia Nacional do Vietnã, Trần Thanh Mẫn e encontro com o Primeiro-Ministro, Pham Minh Chinh. Participou também da visitação ao Museu de História Militar do Vietnã, na companhia do Presidente do país e do Encerramento do seminário empresarial Brasil-Vietnã. | 166 |
| 27 | Honduras  | Tegucigalpa                | 8 e 9 de abril de 2025   | Visita oficial. Participou da cúpula de chefes de Estado e de Governo da Comunidade de Estados Latino-Americanos e Caribenhos (CELAC). Reuniu-se com a presidente Xiomara Castro e com a Presidente do México, Claudia Sheinbaum. | 167 |
| 28 | Vaticano  | Cidade do Vaticano         | 25 a 26 de abril de 2025 | Participou do funeral do Papa Francisco na Praça São Pedro. | 168 |
| 29 | Rússia    | Moscou                     | 8 a 10 de maio de 2025   | Visita oficial. Participou do desfile militar em comemoração ao Dia da vitória, teve reunião bilateral com o Presidente Vladimir Putin com assinatura de acordos e reunião com Primeiro-Ministro da Eslováquia, Robert Fico. | 169 |
| 29 | China     | Pequim                     | 12 a 13 de maio de 2025  | Visita de estado. Participou da cúpula Celac-China, reunião com CEOs e presidentes de empresas chinesas, reunião com Presidente Xi Jinping e assinatura de acordos, teve reuniões com o Presidente da Comissão Permanente da Assembleia Nacional Popular, Zhao Leji, com o Primeiro-Ministro da República Popular da China, Li Qiang e com os Presidente do Chile, Gabriel Boric e o Presidente da Colômbia, Gustavo Petro. | 169 |
| 30 | França    | Paris, Toulon, Nice e Lyon | 4 a 9 de junho de 2025   | Visita de estado. Participou de Sessão privada da Academia Francesa em homenagem ao Presidente da República, se reuniu com a Prefeita de Paris, Anne Hidalgo e encontro com a comunidade brasileira. Recebeu o título de doutor honoris causa da Universidade Paris 8, visitou à exposição “Nosso Barco Tambor Terra", participou da Cerimônia de certificação do Brasil como país livre de febre aftosa sem vacinação e da Sessão de encerramento do Fórum Empresarial Brasil – França e teve audiência com o líder do partido França Insubmissa, Jean-Luc Mélenchon. O presidente participou da Conferência dos Oceanos, evento organizado pela ONU, participou de Almoço privado com o Presidente do Conselho Europeu, António Costa, teve Reunião com a Diretora-Geral da UNESCO, Audrey Azoulay e com o Presidente do Benim, Patrice Talon. visitou a sede da Interpol. | 170 |
| 30 | Mônaco    | Mônaco-Ville               | 9 de junho de 2025       | Teve encontro com Sua Alteza o Príncipe de Mônaco, Alberto II e participou de Sessão de Encerramento do Fórum de Economia e Finanças Azuis. | 170 |
| 31 | Canadá    | Calgary e Kananaskis       | 15 a 17 de junho de 2025 | Visita de trabalho. Participou da 51.ª reunião de cúpula do G7 e teve reuniões com o Primeiro Ministro, Mark Carney, o Presidente da Coreia do Sul, Lee Jae-myung, com a Presidente do México, Claudia Sheinbaum, com o Primeiro-ministro da Índia, Narendra Modi e com o Presidente da África do Sul, Cyril Ramaphosa. | 171 |
| 32 | Argentina | Buenos Aires               | 3 de julho de 2025       | Visita de trabalho. Participou da cúpula do Mercosul. Teve um café da manhã com o Presidente do Paraguai, Santiago Peña, teve reunião bilateral com o Presidente do Panamá, José Raúl Mulino, com o Presidente da Bolívia, Luis Arce, visitou a ex Presidente Cristina Kirchner e teve reunião com o arquiteto e escultor, Adolfo Pérez Esquivel | 172 |
| 33 | Chile     | Santiago                   | 20 e 21 de julho de 2025 | Visita de trabalho. Participou de evento sobre a democracia com os chefes de governo/estado do Chile, Uruguai, Colômbia e Espanha. Se reuniu com o Presidente do Chile, Gabriel Boric. | 173 |

## Próximas viagens
|   | País           | Cidade/Região | Período                | Notas                                    |  |
| - | -------------- | ------------- | ---------------------- | ---------------------------------------- |  |
| 1 | Colômbia       | Bogotá        | 22 de agosto de 2025   | Participação da cúpula da OTCA.          |  |
| 2 | Estados Unidos | Nova York     | 23 de setembro de 2025 | Participação na assembleia geral da ONU. |  |
| 3 | Malásia        | Kuala Lumpur  | TBD                    | Participação na cúpula da ASEAN          |  |
| 4 | Indonésia      | Jacarta       | TBD                    | Visita de estado.                        |  |
| 5 | África do Sul  | Joanesburgo   | 23 a 25 de novembro    | Visita de trabalho.                      |  |

## Eventos multilaterais (2023-2026)
Abaixo estão os eventos multilaterais que aconteceram e hão de acontecer durante o mandato do presidente.
| Grupo              | Ano                                         | Ano                                                       | Ano                              | Ano                       |
| Grupo              | 2023                                        | 2024                                                      | 2025                             | 2026                      |
| ------------------ | ------------------------------------------- | --------------------------------------------------------- | -------------------------------- | ------------------------- |
| MERCOSUL           | 4 de julho, Puerto Iguazú                   | 8 de julho, Assunção                                      | 3 de julho, Buenos Aires         | A definir, Paraguai       |
| MERCOSUL           | 7 de dezembro, Rio de Janeiro               | 6 de dezembro, Montevidéu                                 | Dezembro, Brasil                 | A definir, Uruguai        |
| G20                | 9-10 de setembro, Nova Delhi                | 18-19 de novembro, Rio de Janeiro                         | 22-23 de novembro, África do Sul | A definir, Estados Unidos |
| BRICS              | 21-24 de agosto, Joanesburgo                | 22-24 de outubro, Kazan                                   | 6-7 de julho, Rio de Janeiro     | A definir, Índia          |
| OEA                | Nenhum                                      | Nenhum                                                    | Dezembro, Punta Cana             | Nenhum                    |
| CELAC              | 24 de janeiro, Buenos Aires                 | 1 de março, Kingstown                                     | 9 de abril, Tegucigalpa          | A definir                 |
| OEI                | 24-25 de março, Santo Domingo               | Nenhum                                                    | Nenhum                           | A definir, Equador        |
| Cúpula da Amazônia | 8-9 de agosto, Belém                        | Nenhum                                                    | Nenhum                           | A definir                 |
| CPLP               | 27 de agosto, São Tomé                      | Nenhum                                                    | 18 de julho, Bissau              | Nenhum                    |
| COP                | 1-3 de dezembro, Dubai                      | 11-22 de novembro, Baku                                   | 10-21 de novembro, Belém         | A definir                 |
| FEM                | 16-20 de janeiro, Davos                     | 15-19 de janeiro, Davos                                   | 20-24 de janeiro, Davos          | Janeiro, Davos            |
| ONU                | 19 de setembro, Nova Iorque                 | 24 de setembro, Nova Iorque                               | 23 de setembro, Nova Iorque      | Setembro, Nova Iorque     |
| G7                 | 18-21 de maio, Hiroshima                    | 13-14 de junho, Fasano                                    | 17-18 de junho, Kananaskis       | Junho, Évian-les-Bains    |
| Outros             | Cúpula Sul-Americana – 30 de maio, Brasília | Cúpula da União Africana – 16-18 de fevereiro, Adis Abeba |                                  |                           |
| Outros             | Cúpula UE–CELAC – 17-18 de julho, Bruxelas  | Cúpula da União Africana – 16-18 de fevereiro, Adis Abeba |                                  |                           |
| Outros             | Cúpula do G77 – 15-16 de setembro, Havana   | Cúpula da União Africana – 16-18 de fevereiro, Adis Abeba |                                  |                           |

## Galeria

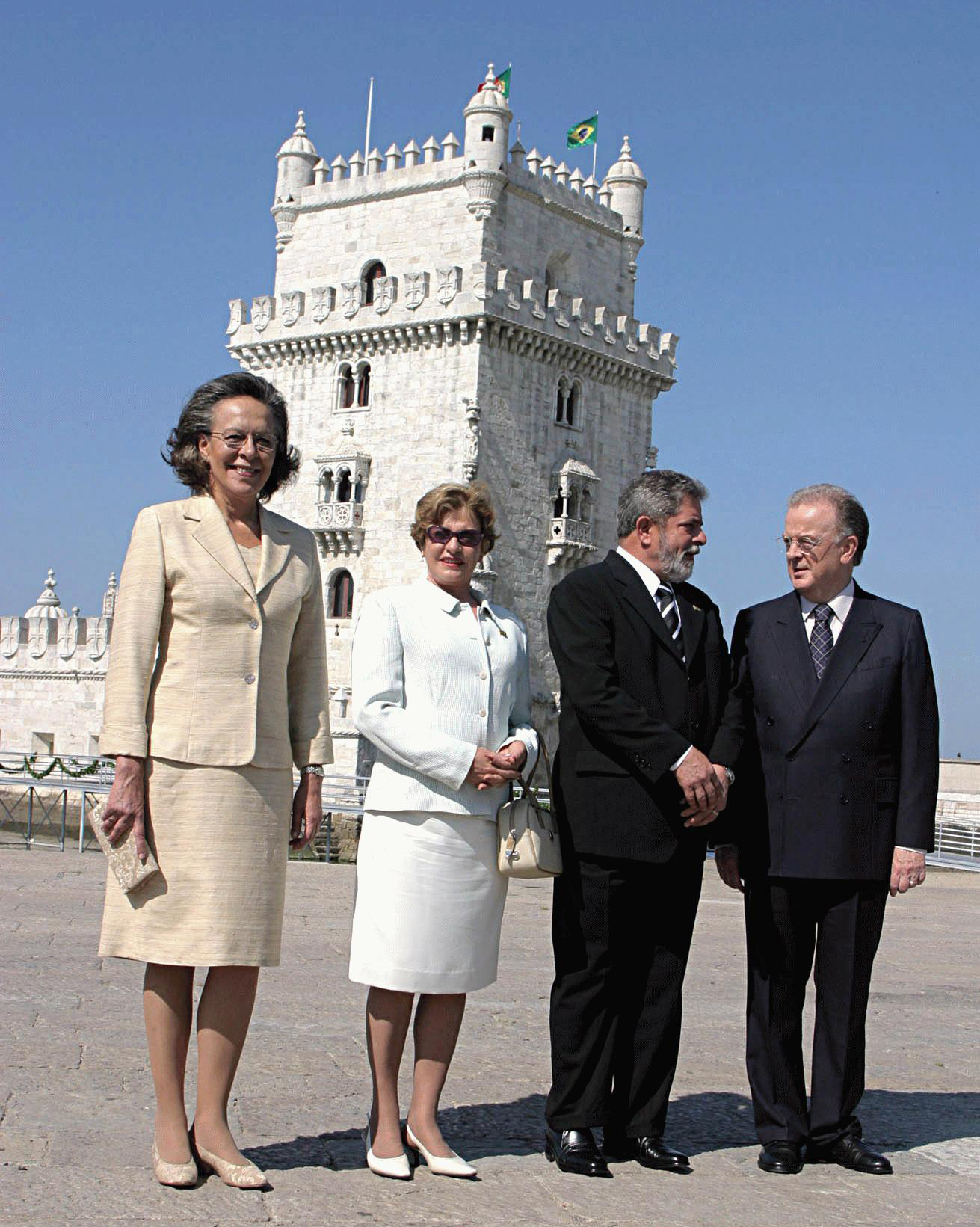
Presidente Lula e a primeira-dama Marisa Letícia posam para foto com o presidente de Portugal Jorge Sampaio e a Primeira-dama de Portugal, Maria José Ritta em 2003.
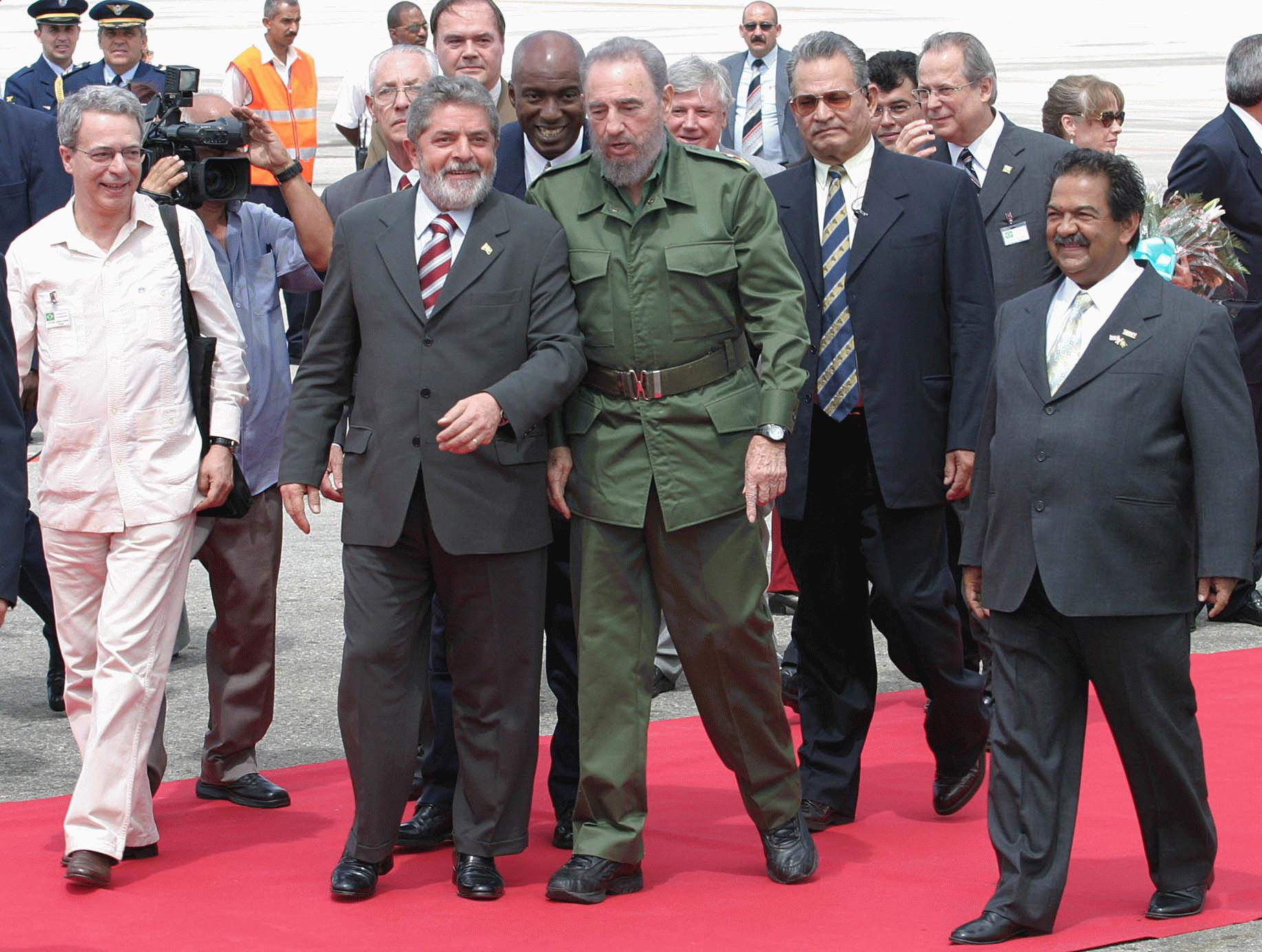
O Presidente de Cuba, Fidel Castro e Lula em revista às tropas, durante Visita Oficial a Cuba em 2003.
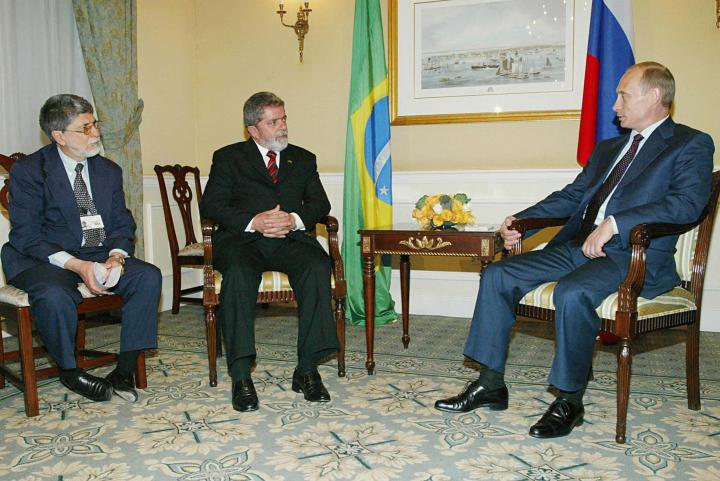
Presidente Luiz Inácio Lula da Silva cumprimenta o presidente da Rússia, Vladimir Putin, acompanhados pelo Ministro das Relações Exteriores, Celso Amorim, durante a Assembleia da ONU em 2003.
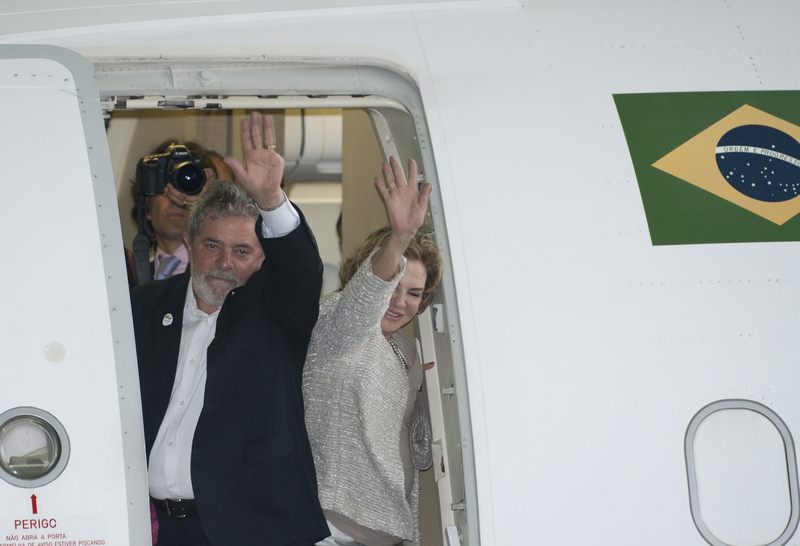
Presidente Lula e a primeira-dama, Marisa Letícia embarcando em viagem oficial no Avião Presidencial.
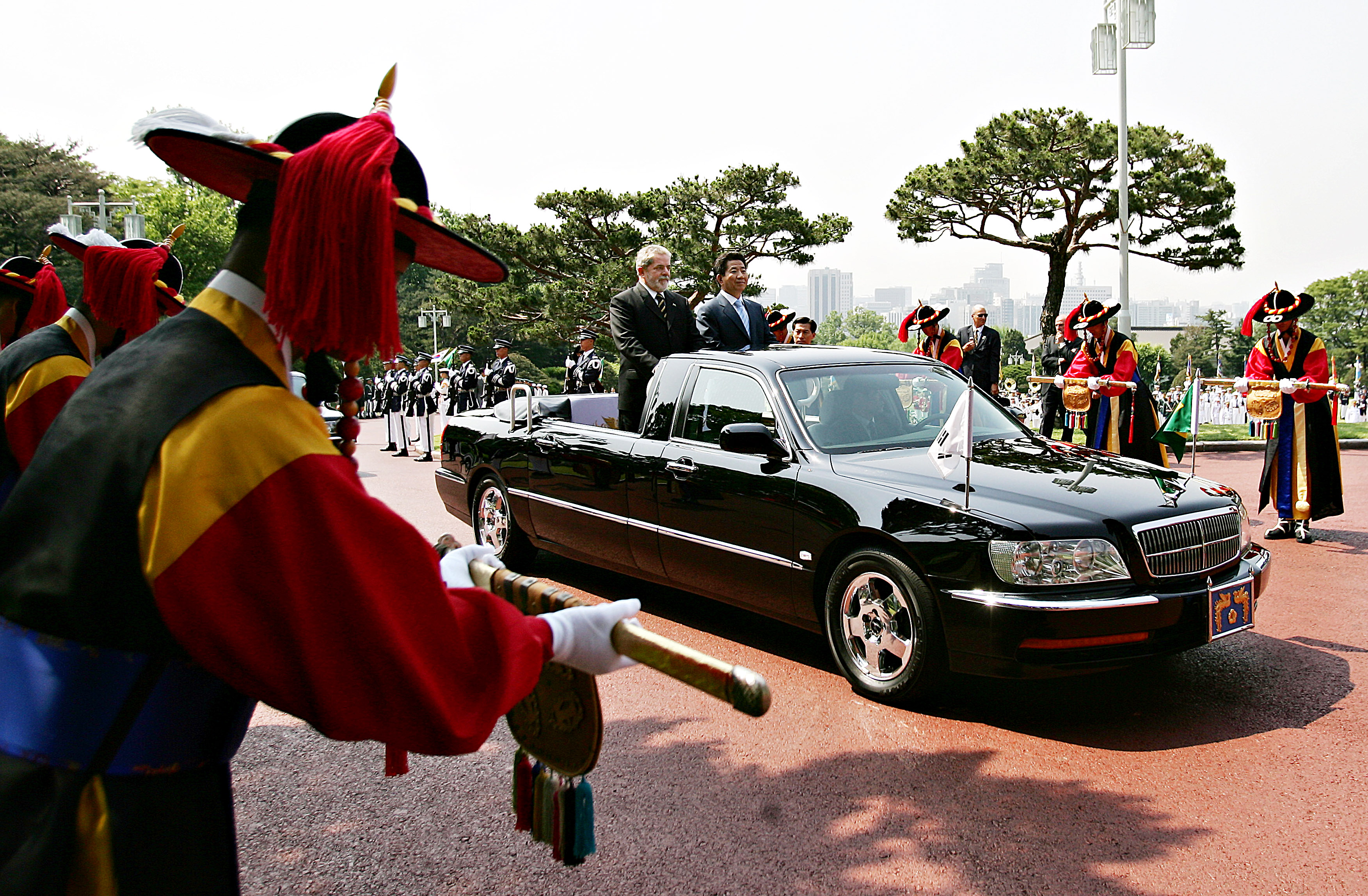
O Presidente Luiz Inácio Lula da Silva e o Presidente da Coreia do Sul, Roh Moo-hyun, desfilam em carro aberto nas ruas de Seul após cerimônia de chegada, em 24 de maio de 2005.
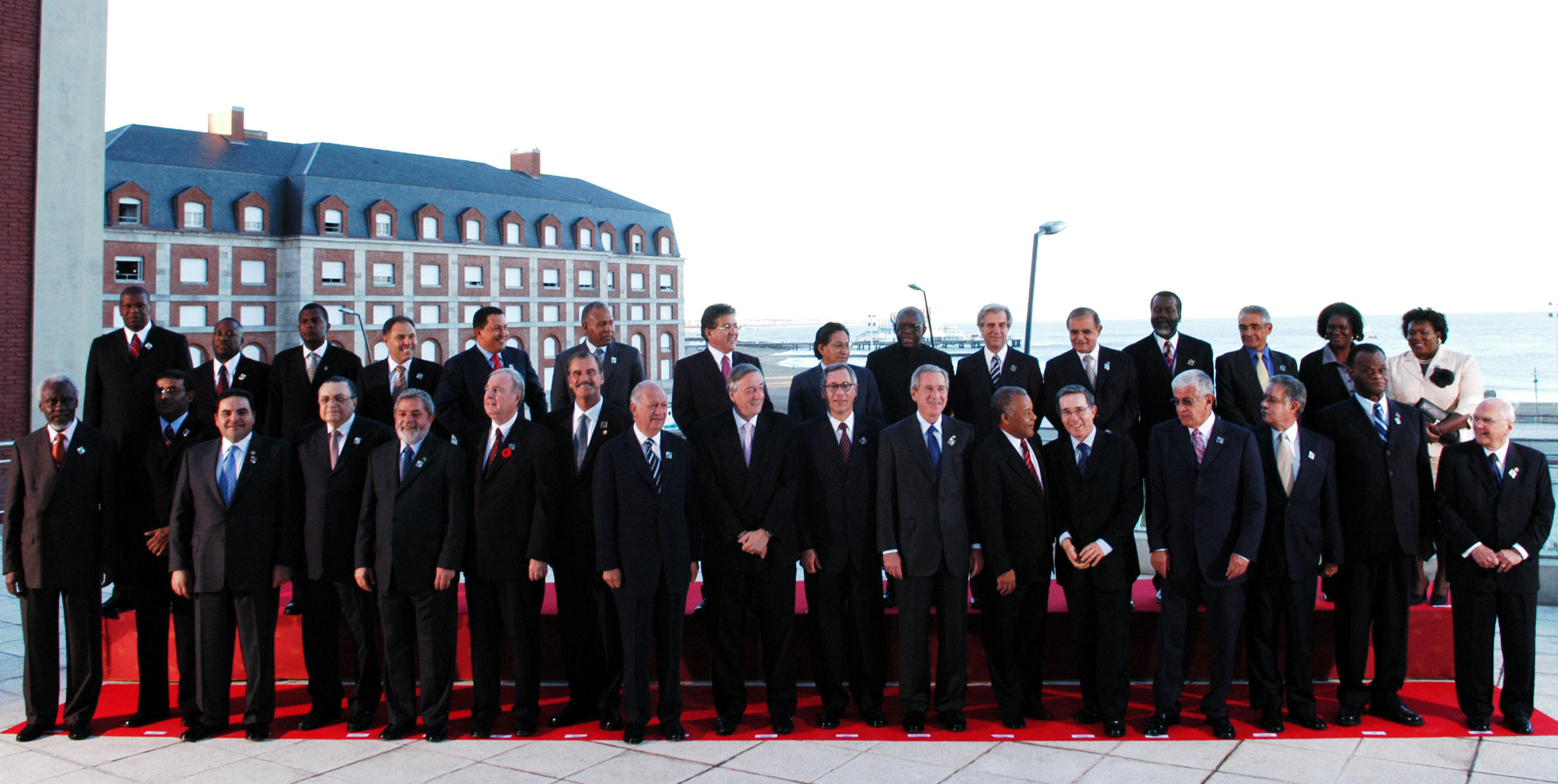
Foto oficial dos Chefes de Estados presentes na 4ª Cúpula das América, em Mar del Plata, Argentina, 2005.
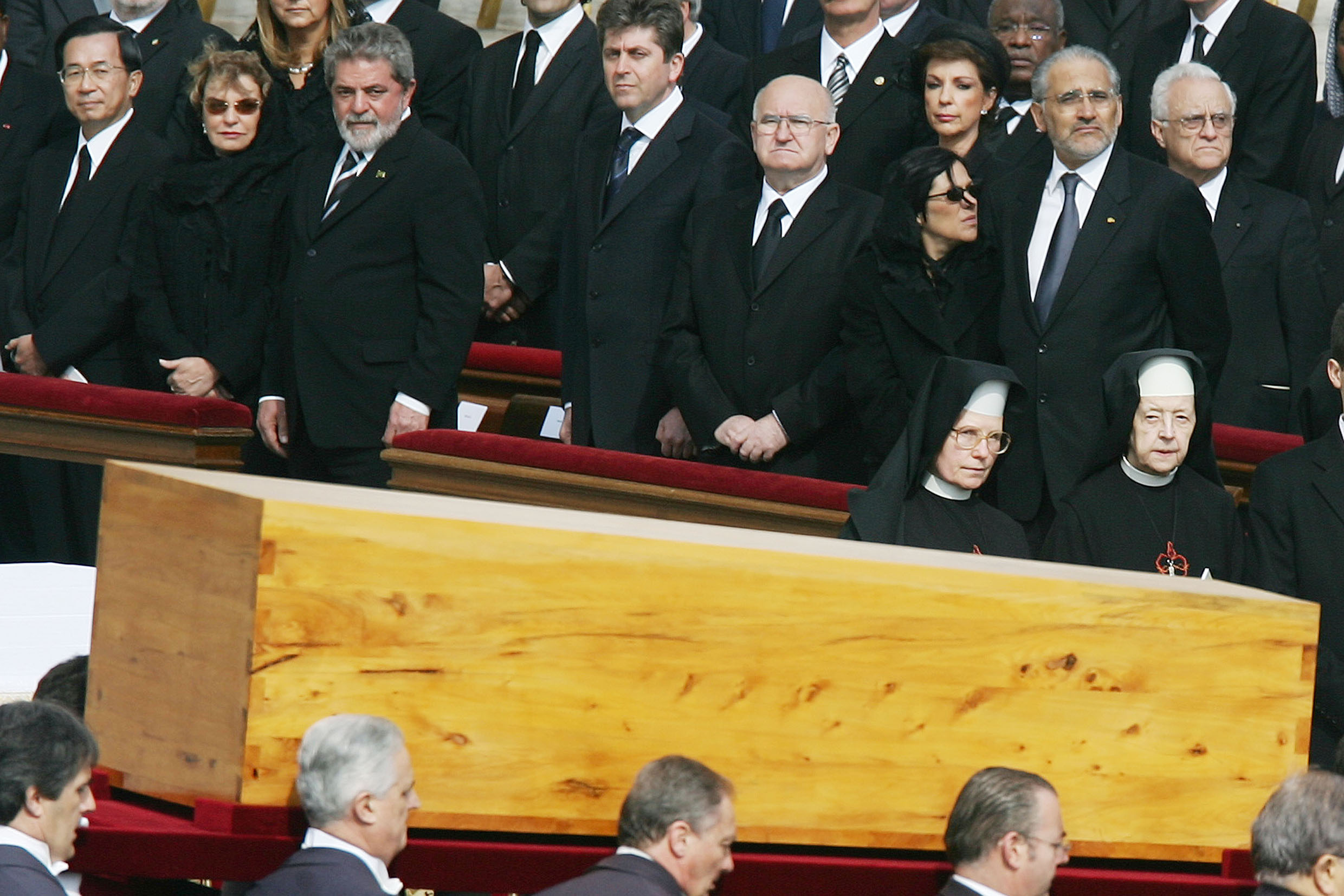
Presidente Lula e a primeira-dama Marisa Letícia no Funeral de Estado do Papa João Paulo II, em 2005.
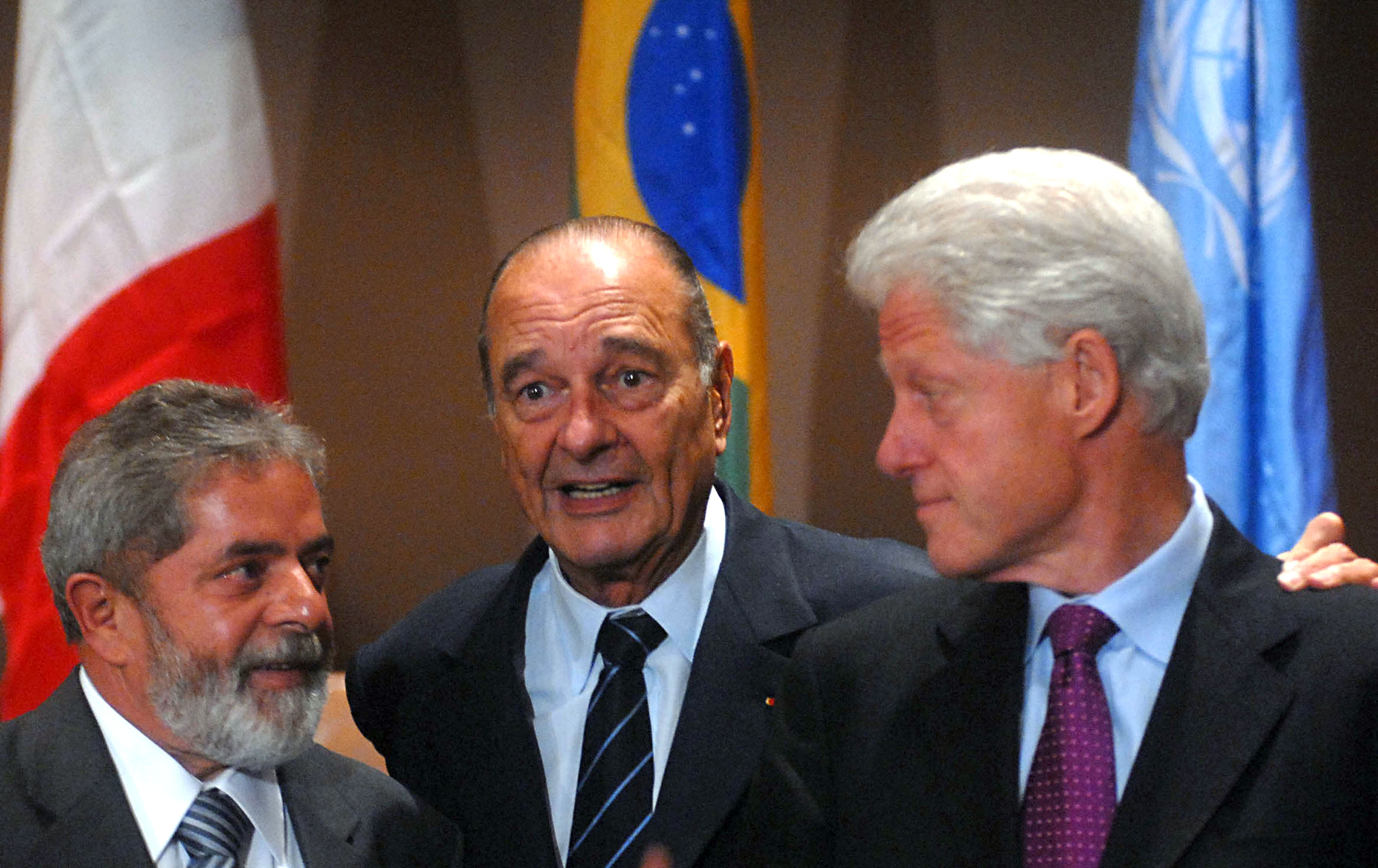
O presidente Lula, o presidente da França, Jacques Chirac, e o ex-presidente dos Estados Unidos e presidente da Fundação Clinton, Bill Clinton, durante cerimônia de lançamento da Central Internacional de Compra de Medicamentos, realizada na sala de conferência nas Nações Unidas em 2006.
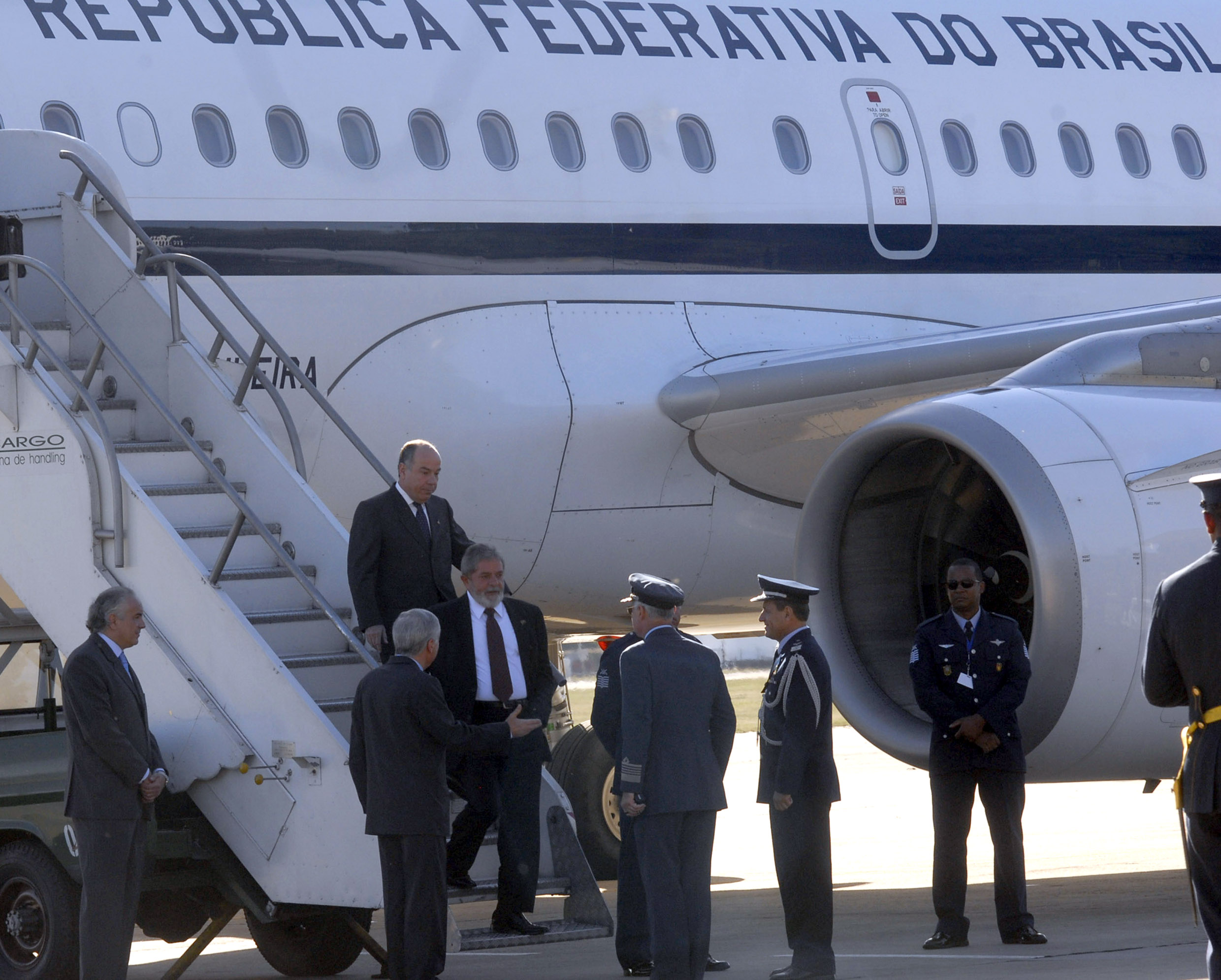
Presidente Lula desembarca na Argentina em 2007.
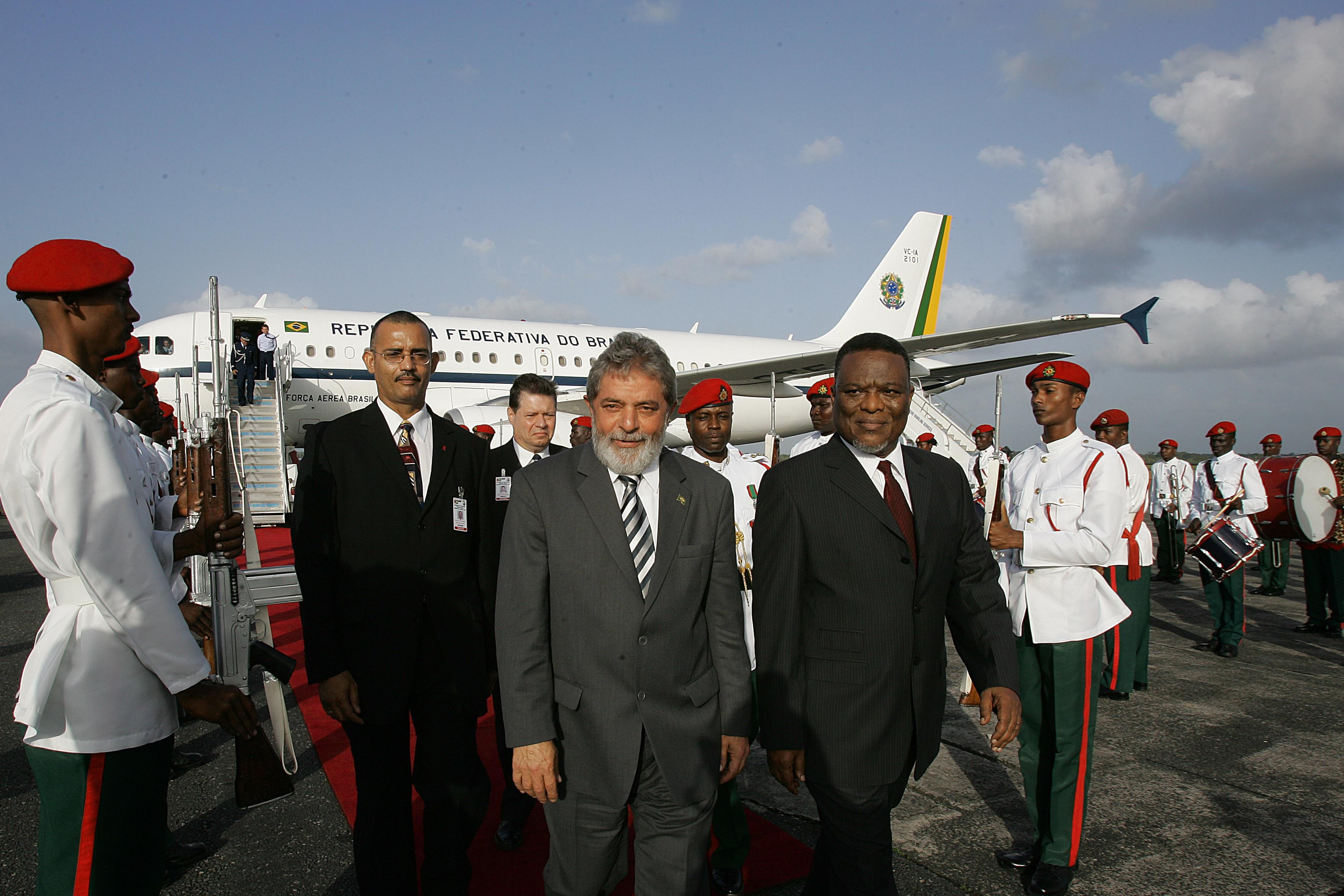
O Presidente do Brasil, Luiz Inácio Lula da Silva em visita oficial à Guiana em 2007.
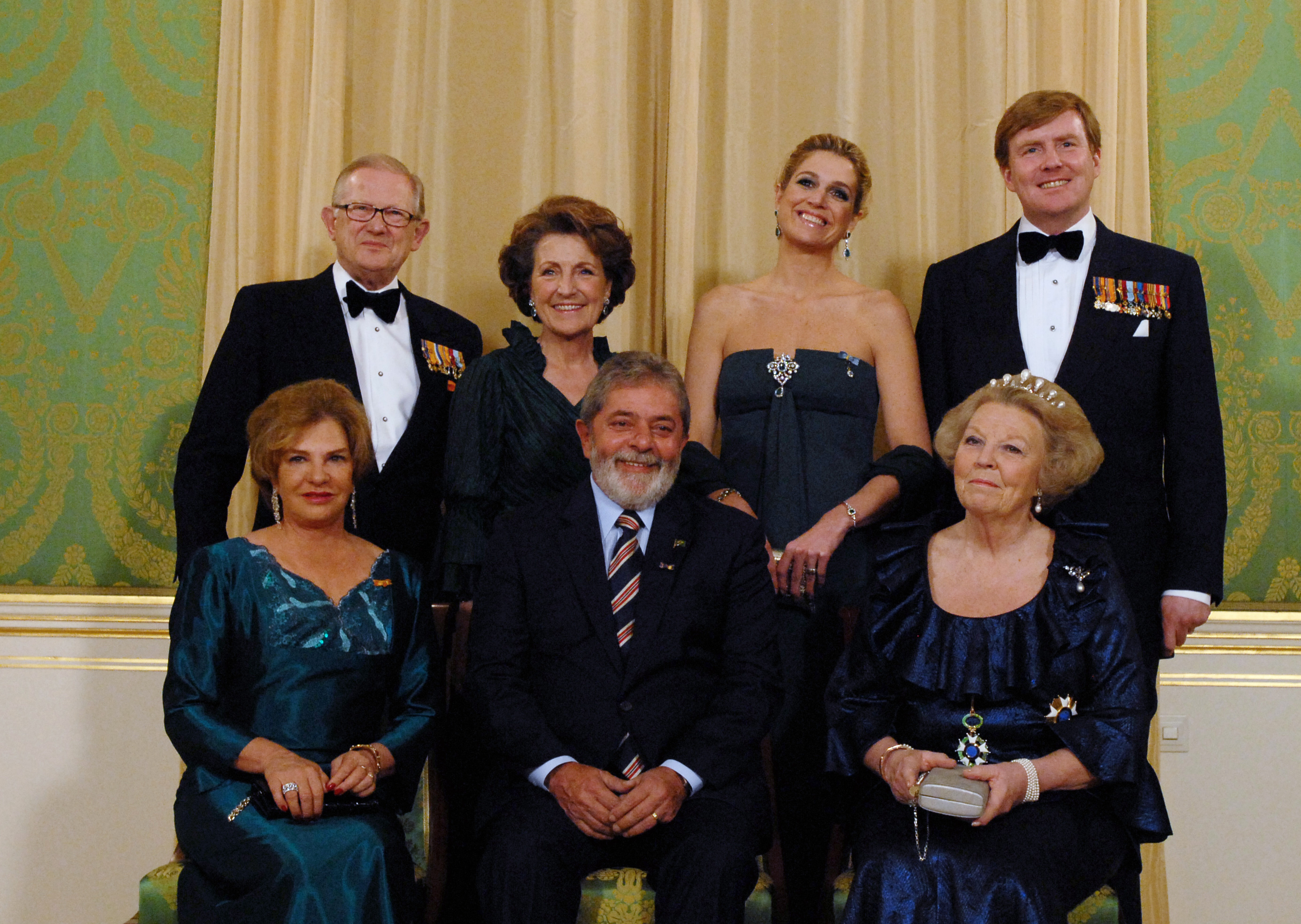
Presidente Lula e a primeira-dama Marisa Letícia posam para foto oficial com a Rainha Beatrix e a Família Real Holandesa, em 2008.
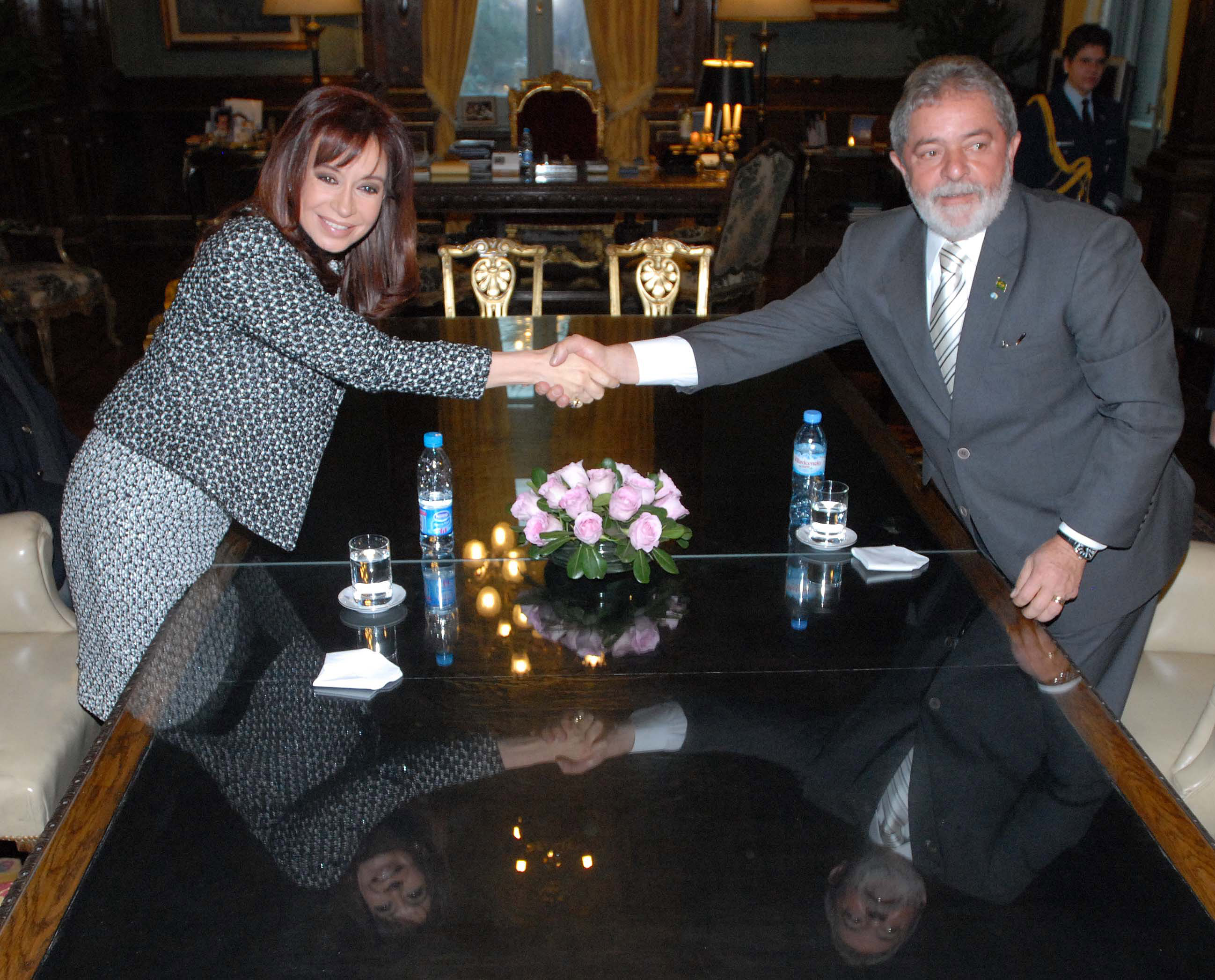
Cristina Kirchner, Presidente da Argentina e Luiz Inácio Lula da Silva, Presidente do Brasil durante reunião em Buenos Aires, em 2008.
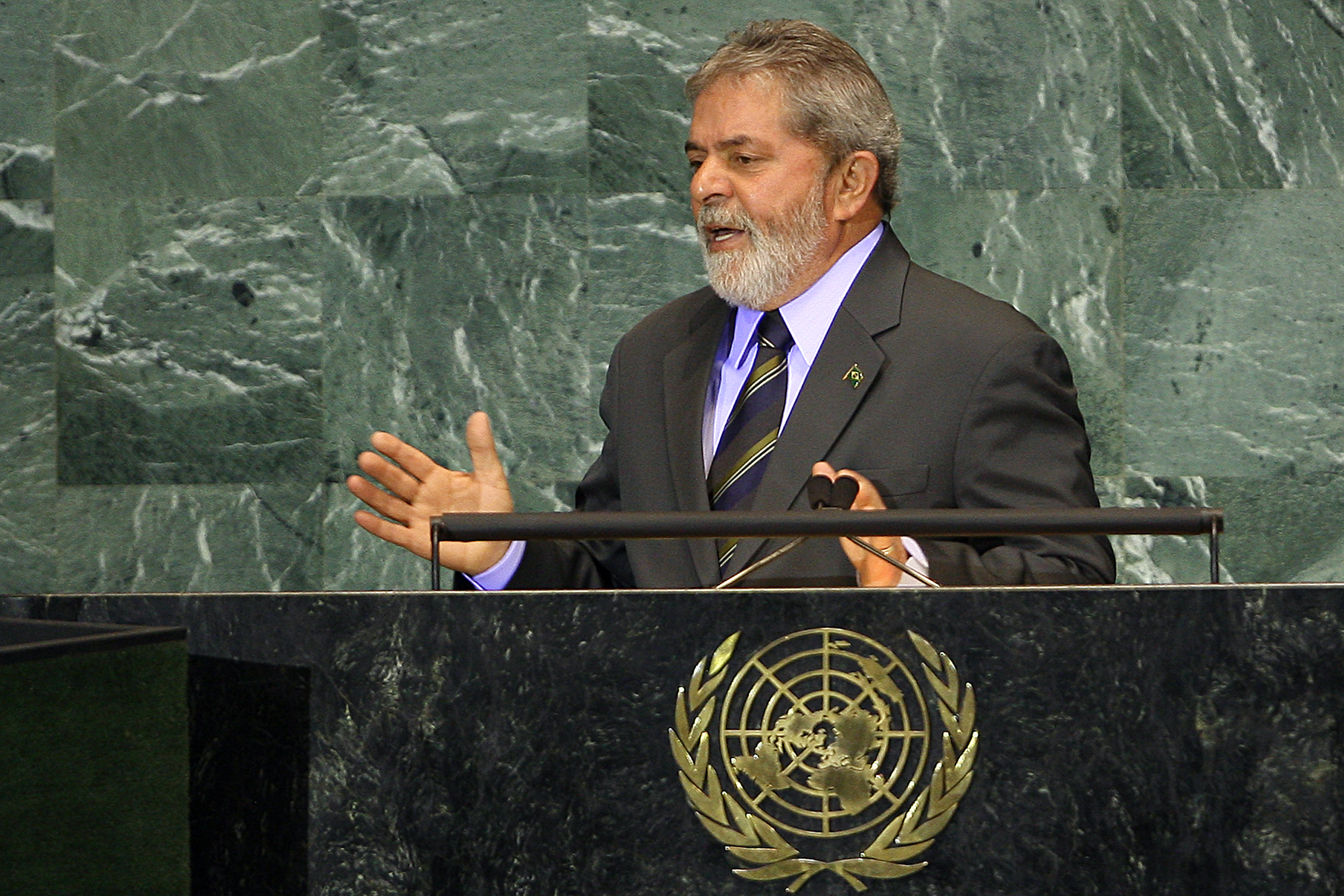
O presidente Luiz Inácio Lula da Silva discursa na abertura da 63ª Assembléia-Geral das Nações Unidas em 2008.
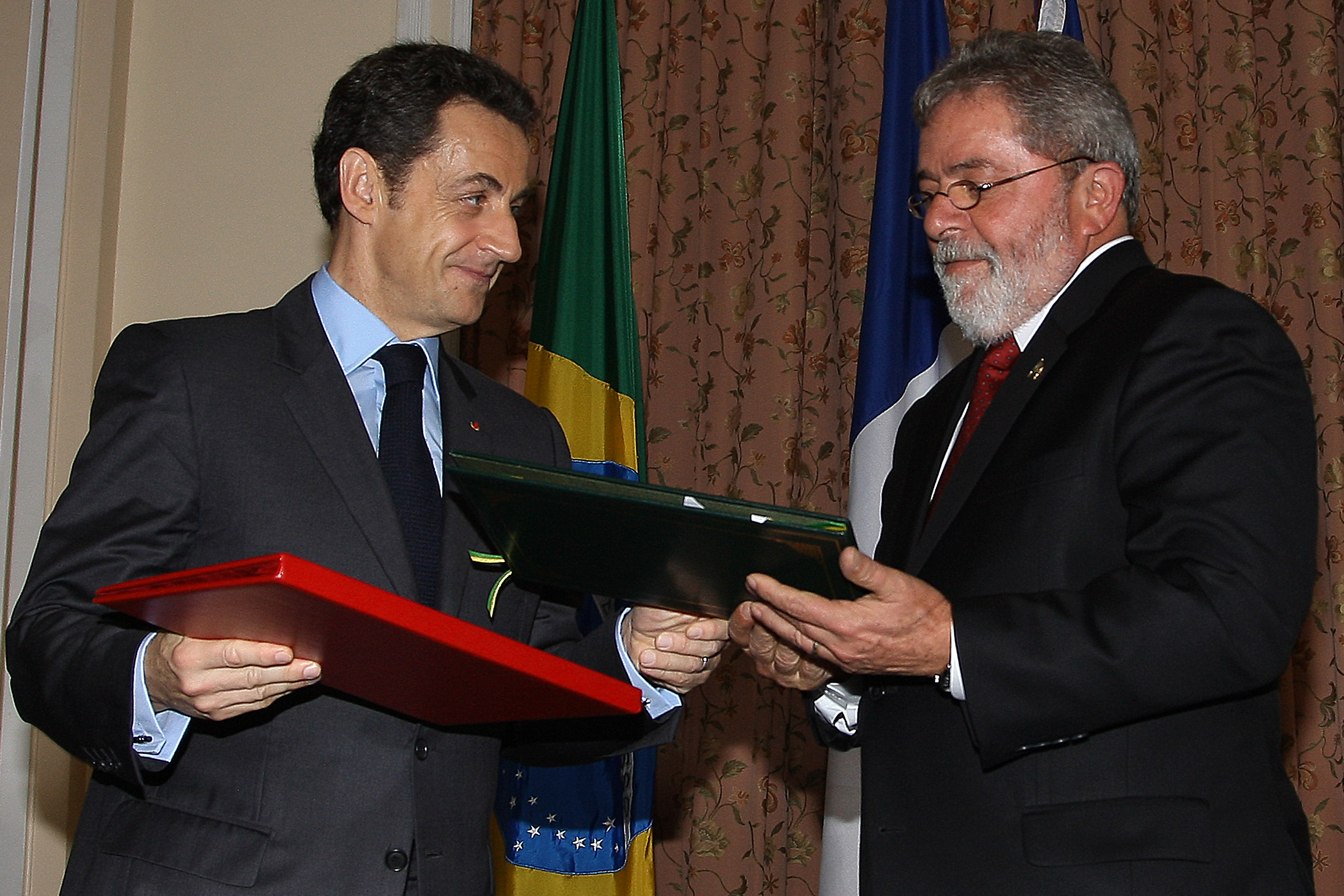
O presidente da França, Nicolas Sarkozy, e o presidente Lula durante assinatura de acordo na área de Defesa que prevê a construção de helicópteros militares e submarinos, em 2008.
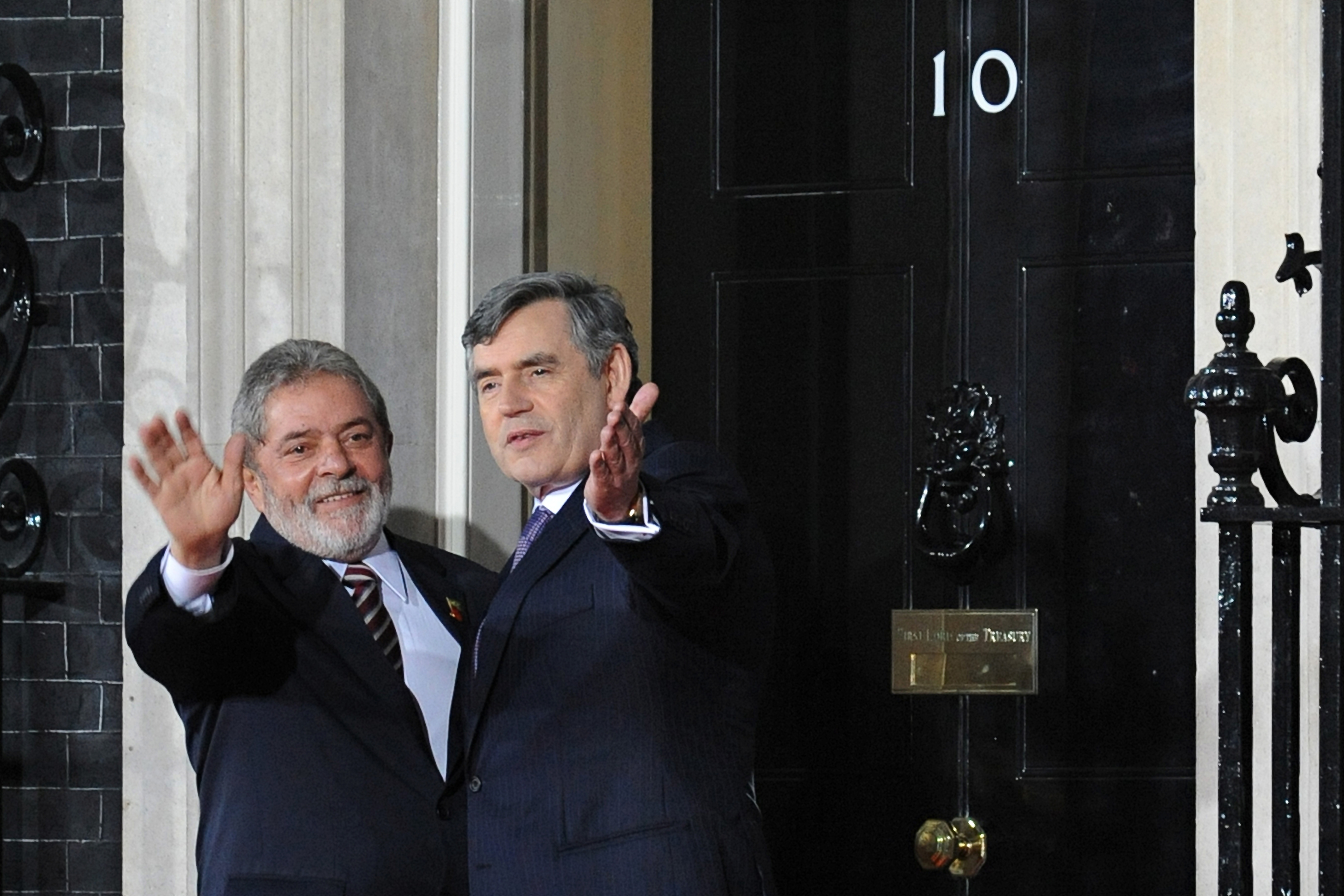
Presidente Lula e o primeiro-ministro Gordon Brown acenam para fotos diante de Downing Street em 2009.
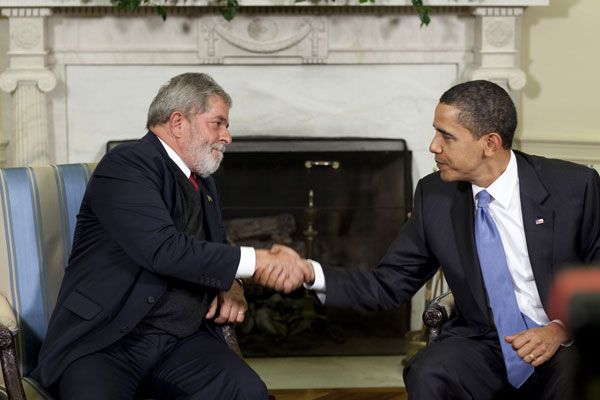
Presidente Lula em reunião de trabalho com o presidente Barack Obama no Salão Oval da Casa Branca em março de 2009.
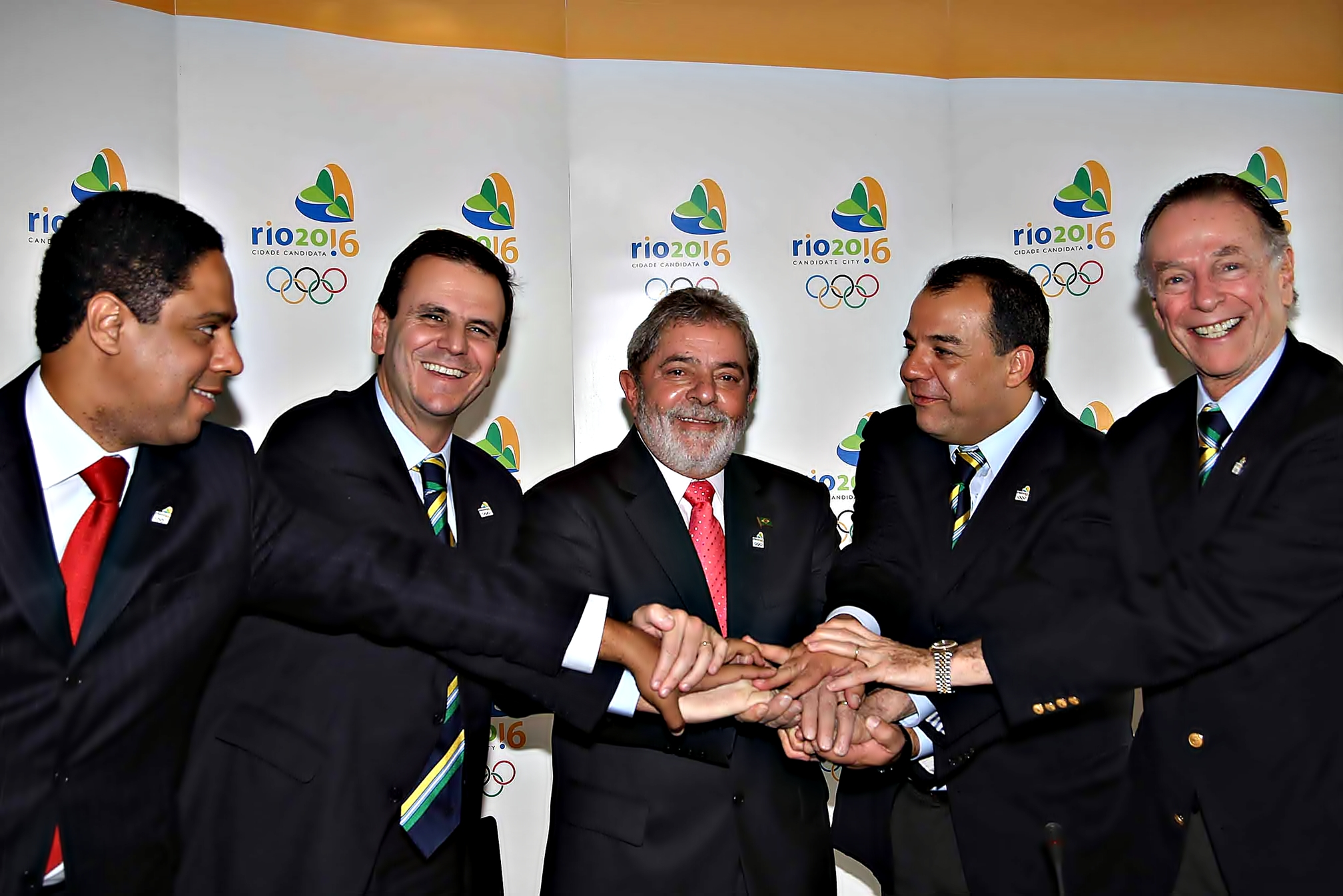
Integrantes da candidatura do Rio de Janeiro fazendo campanha em Londres, Reino Unido. O Ministro dos Esportes, o Prefeito do Rio de Janeiro, o Presidente do Brasil, o Governador do Rio de Janeiro e o Presidente do Comitê de Candidatura posam para fotos, em 2009.
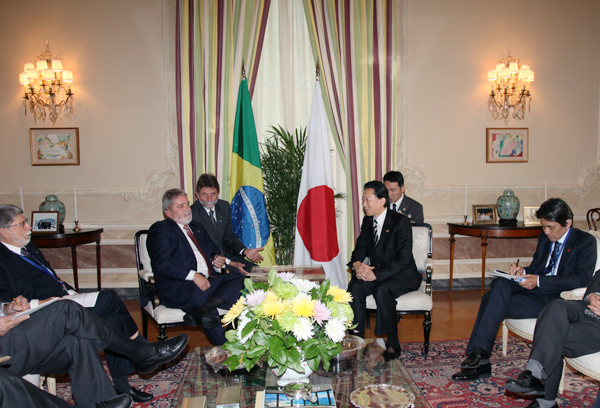
Primeiro-ministro Yukio Hatoyama reunido com Presidente Luiz Inácio Lula da Silva paralelo a Cúpula de Segurança Nuclear em abril de 2010.
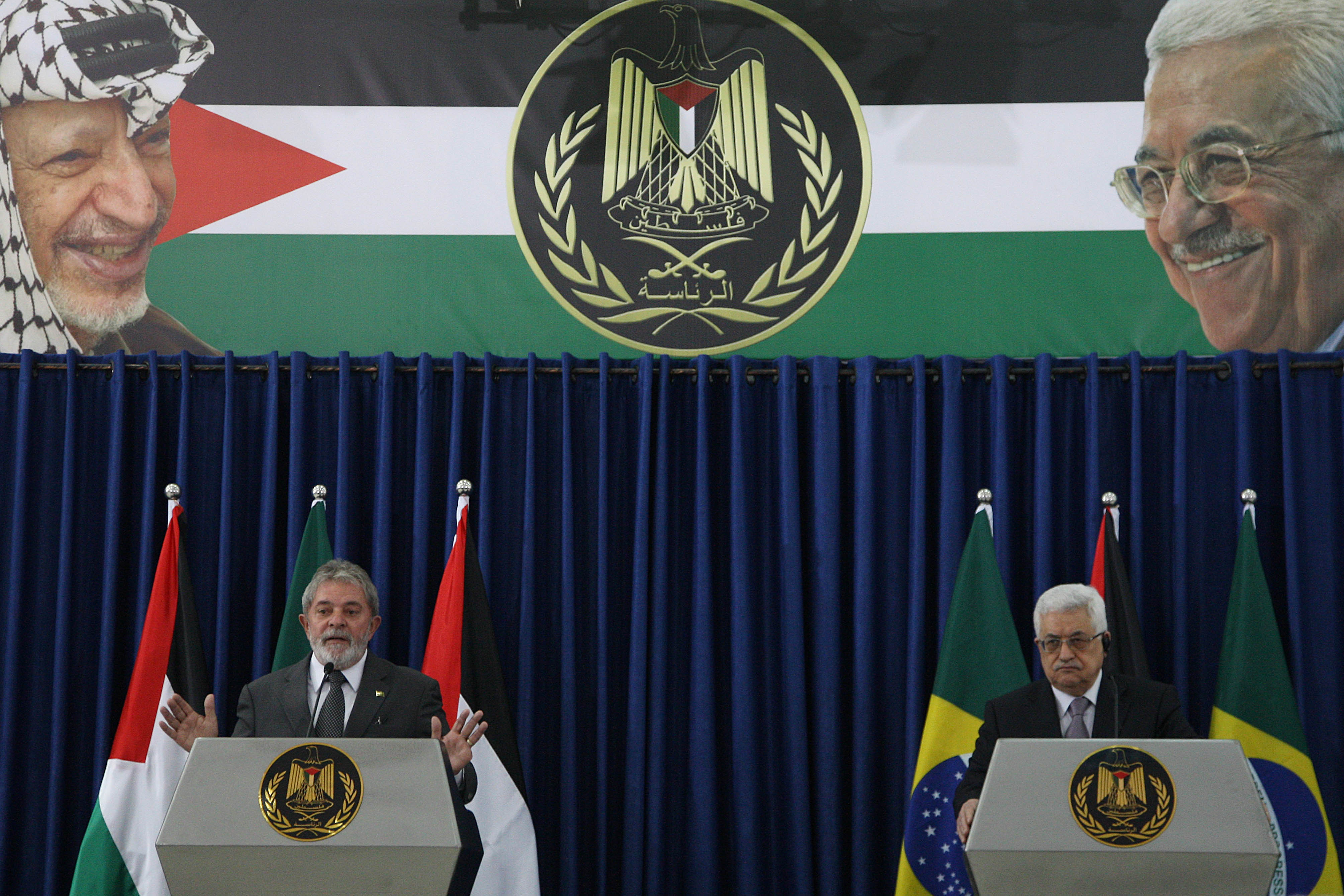
Presidente Lula e o presidente da Autoridade Nacional Palestina, Mahmoud Abbas, durante declaração à imprensa, na Visita Oficial em 2010.
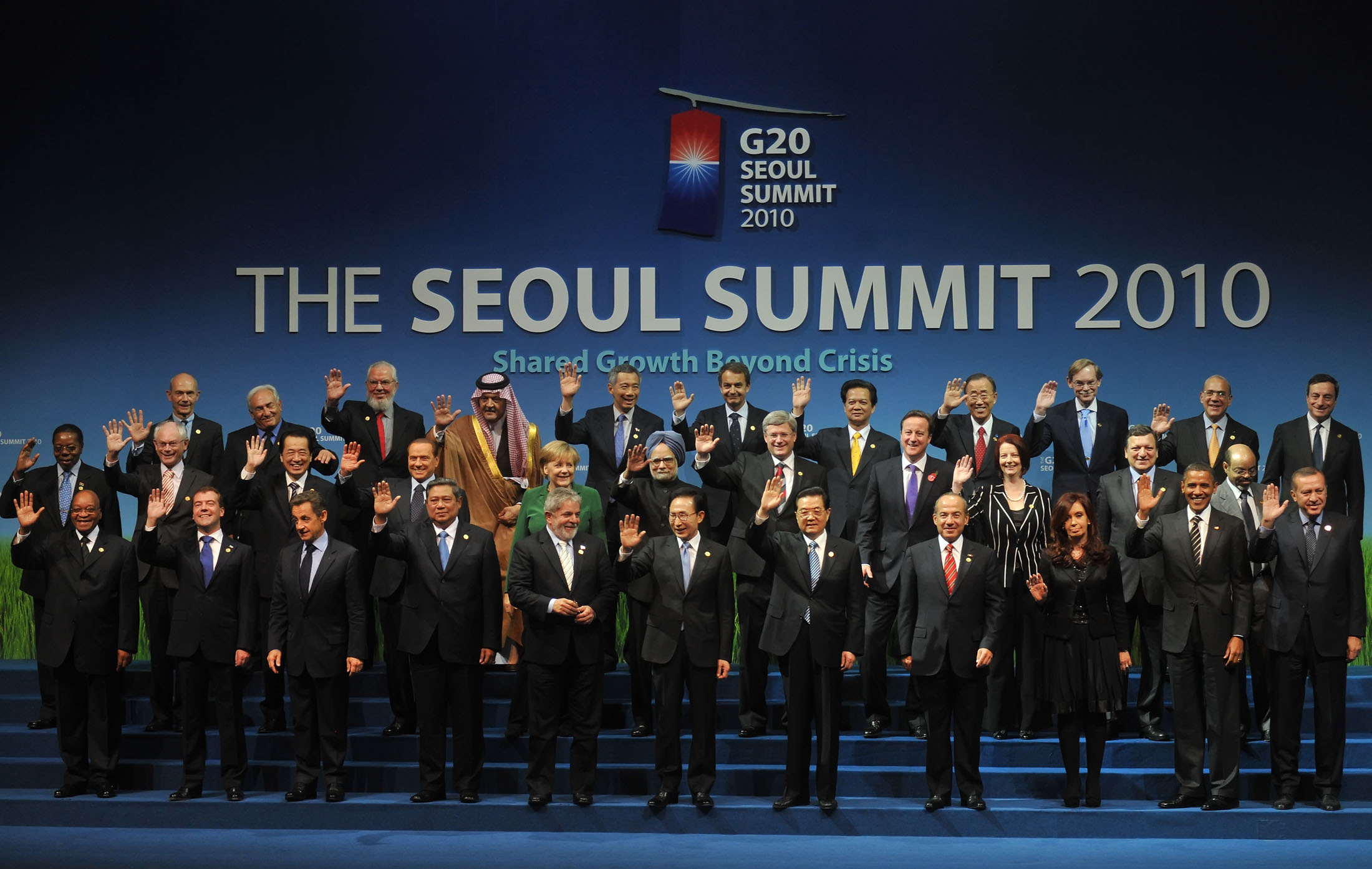
Chefes de Estado presentes na Cúpula do G-20 em Seul, Coréia do Sul, em 2010.
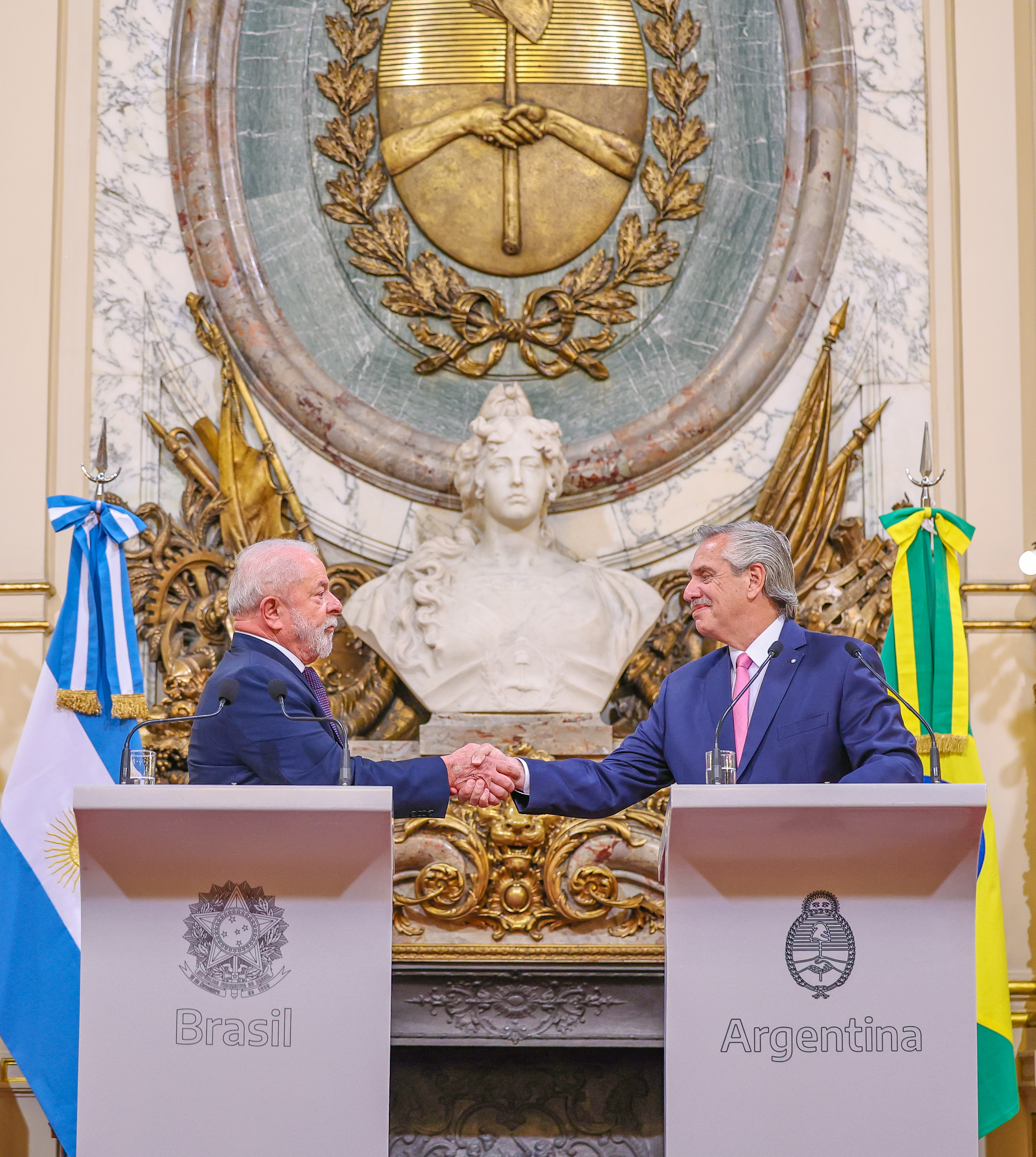
O Presidente da Argentina, Alberto Fernández e o Presidente Lula em coletiva de imprensa na Casa Rosada, durante Visita Oficial a Argentina em 2023.
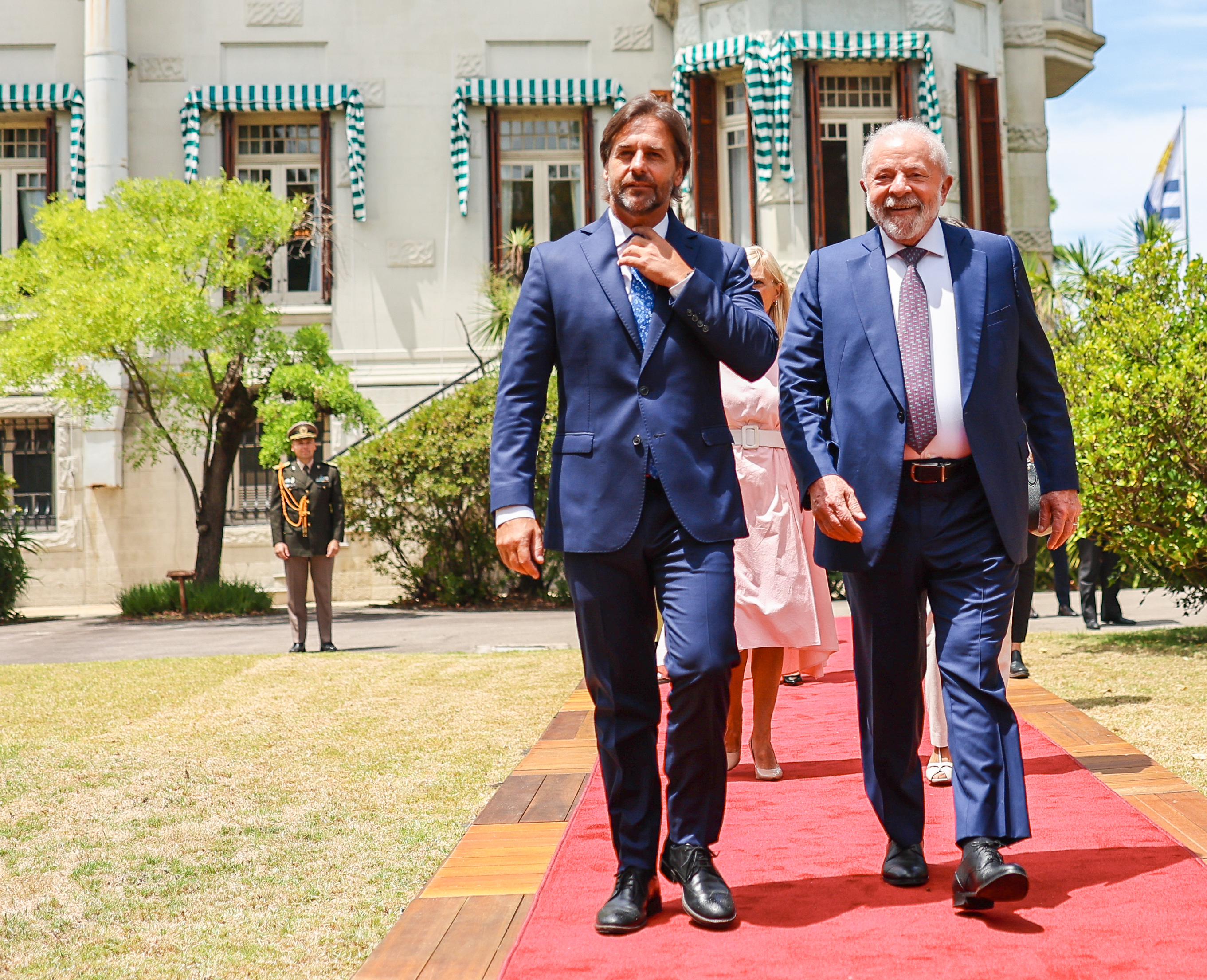
O Presidente do Uruguai, Lacalle Pou e o Presidente Lula passando pelo tapete vermelho, durante Visita Oficial ao Uruguai em 2023.
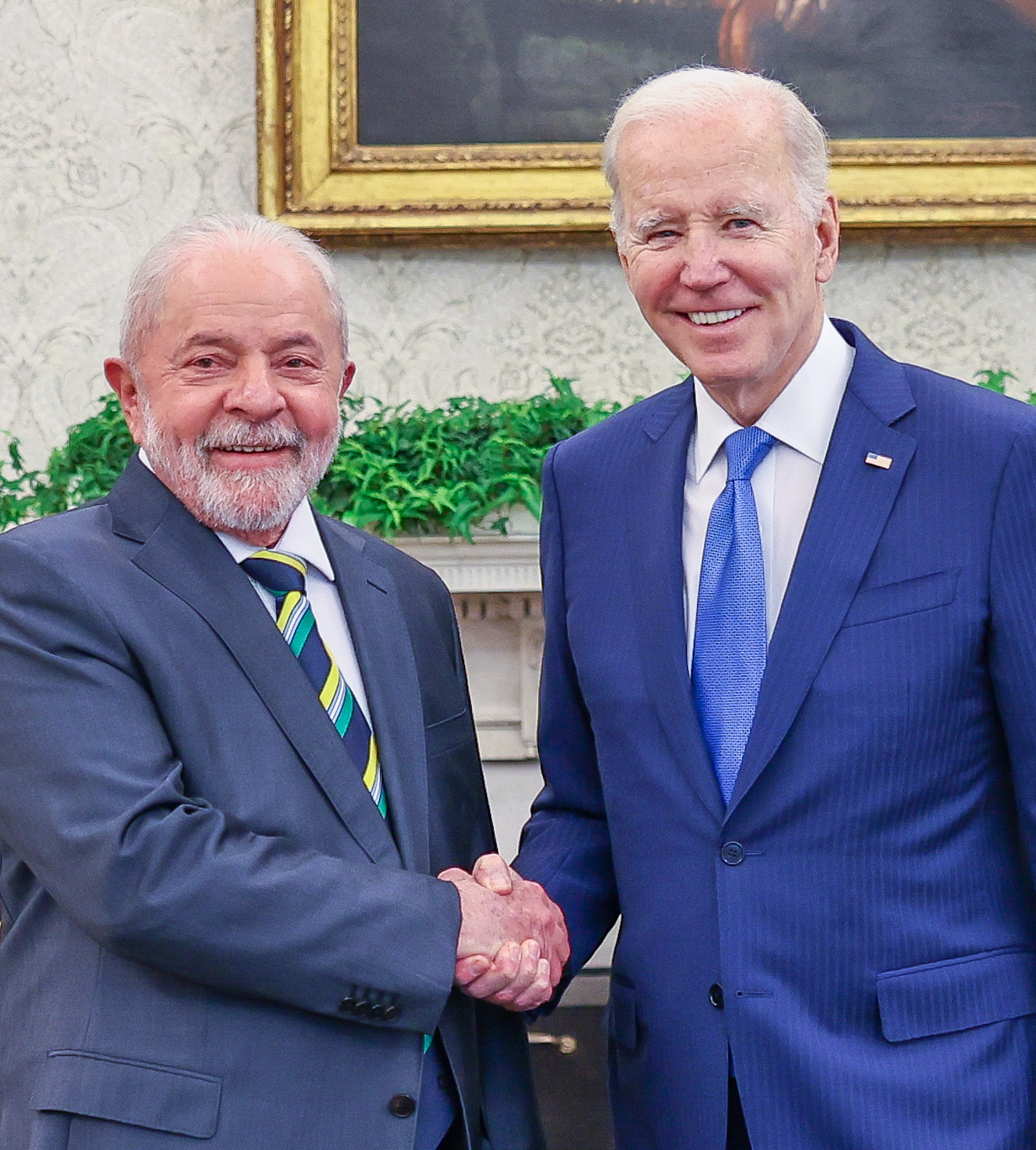
O Presidente dos EUA, Joe Biden e o Presidente Lula durante reunião bilateral na Casa Branca em 2023
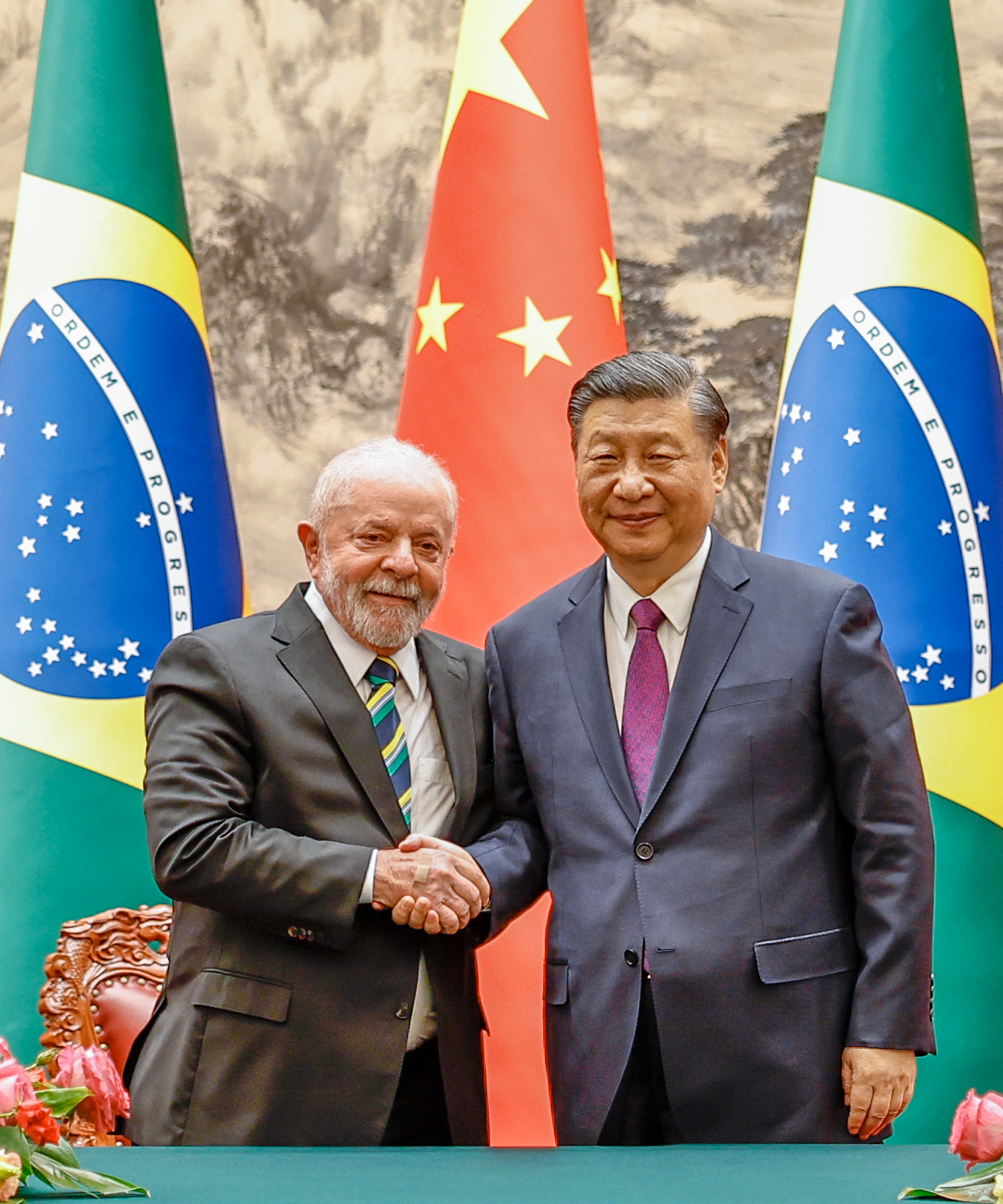
O Presidente da China, Xi Jinping e o Presidente Lula durante assinatura de acordos no Grande Salão do Povo, em 2023.
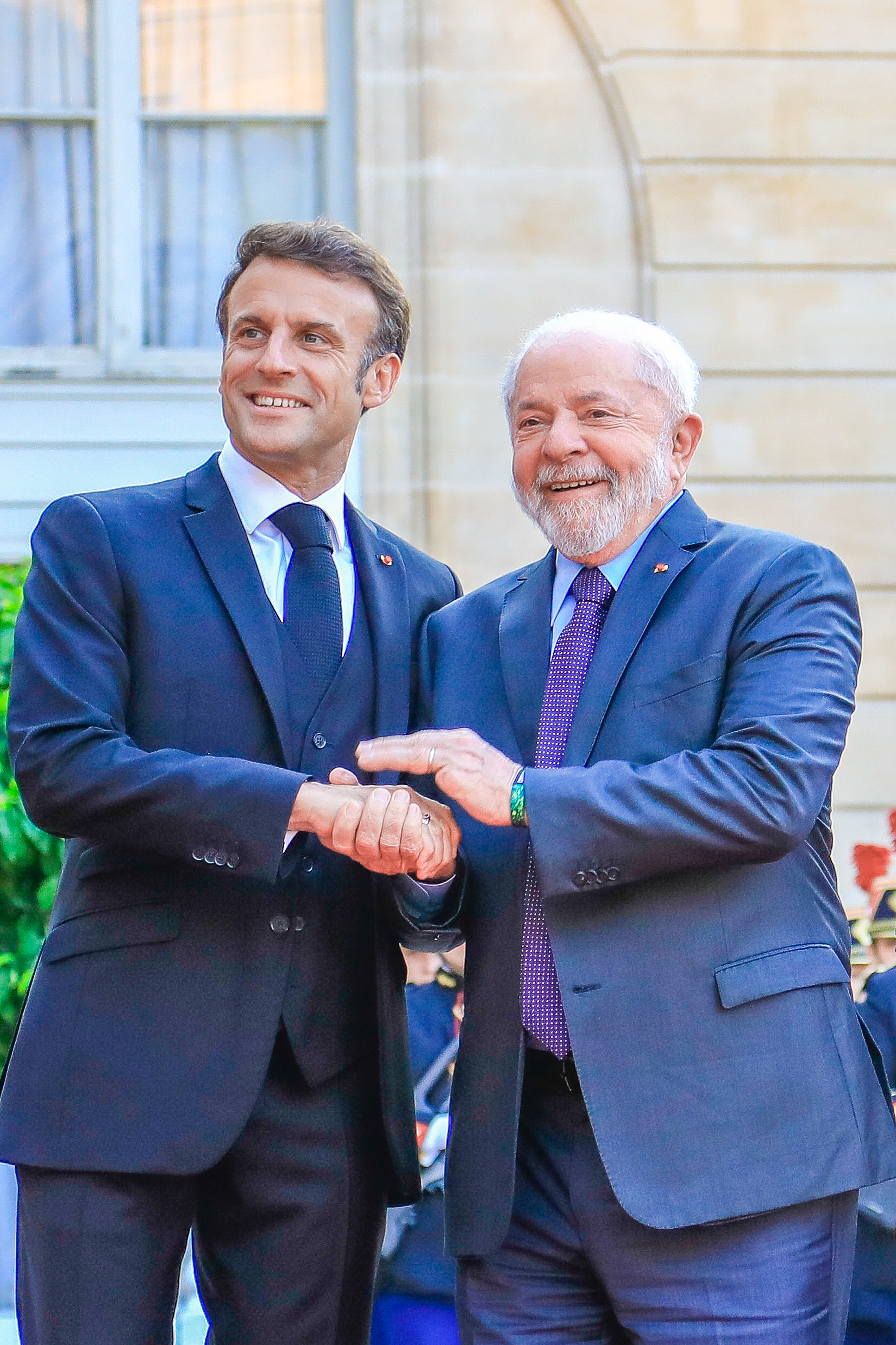
O Presidente da França, Emmanuel Macron e o Presidente Lula durante encontro em Paris, onde o chefe o estado brasileiro participou da reunião do Pacto pelo Clima a convite do Governo Francês, em 2023.